# Armée de terre russe
L'Armée de terre russe, officiellement nommée les Forces terrestres de la fédération de Russie (en russe : Сухопутные войска Российской Федерации, Suhoputnye voyska Rossiyskoy Federatsii), est la composante terrestre des Forces armées de la fédération de Russie. Elle a été créée le 7 mai 1992 à la suite de la dissolution de l'armée de terre soviétique.
Bénéficiant d'une expérience opérationnelle presque ininterrompue depuis 2014, l'armée de terre russe est l'une des grandes organisations militaires dont la puissance croit et se réforme le plus vite actuellement dans le monde. Au-delà des objectifs stratégiques qui lui ont été fixés, ses engagements en Syrie et en Ukraine ont clairement été conçus comme de grands champs d'expérimentation et d'apprentissage, sur différents modes de déploiement, en appui de la transformation profonde entamée en 2008. Les dernières années laissent apparaître un processus d'évolution rapide de l'armée de terre russe, très différent de celui des forces terrestres occidentales.

## Organisation

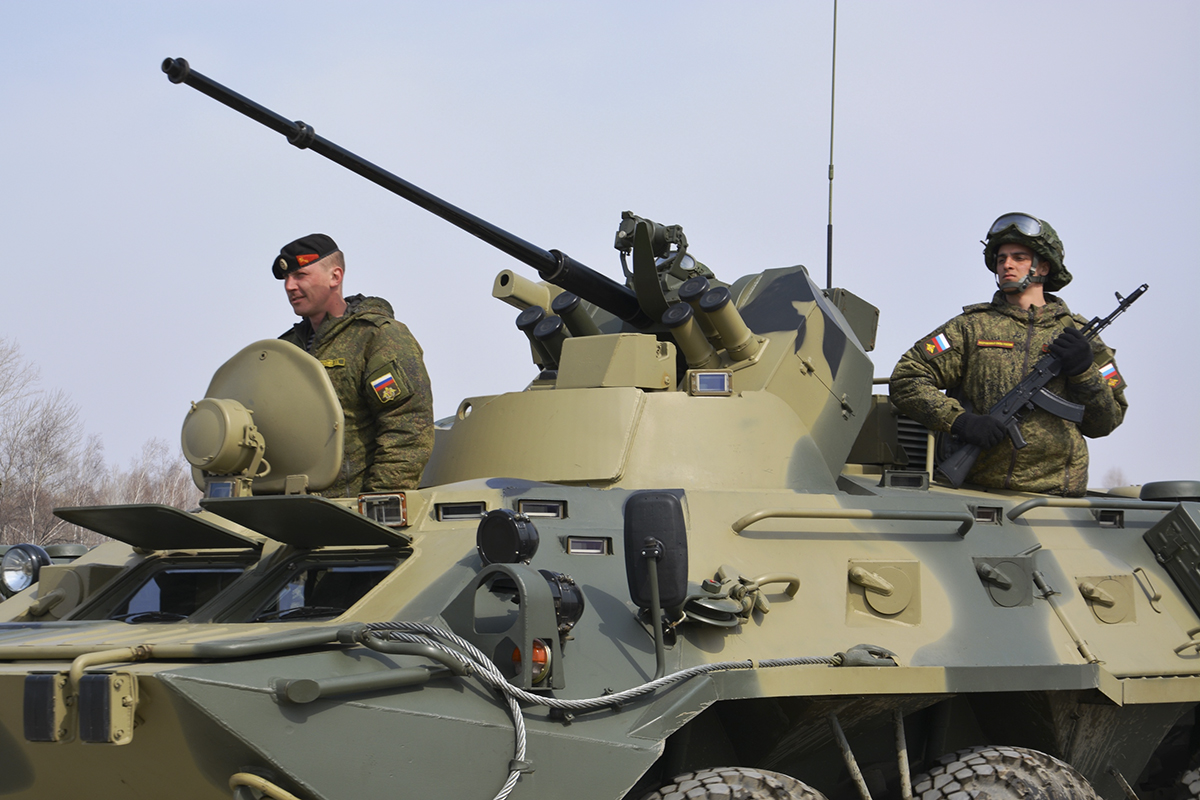
Fusiliers motorisés russes défilant à bord d'un BTR-82A en 2018.

Les Forces terrestres russes sont structurées pour son administration en plusieurs armes, que sont les troupes de fusiliers motorisés, les troupes de chars, les troupes de missiles et d'artillerie (abrégé en russe avec РвиА), les troupes de défense aérienne terrestres (ПВО СВ), les troupes de reconnaissance, les troupes du génie (ИВ), les troupes de défense NBC (РХБЗ), les troupes de transmissions, les troupes de guerre électronique (РЭБ), les troupes d'opérations informationnelles et les troupes de soutien logistique (MTO), ces dernières comprenant aussi les troupes ferroviaires (ЖДВ), les troupes automobiles (АВ), les troupes routières (ДВ) et les troupes de pipeline (ТрВ). N'en font pas partie la Garde nationale qui dépend directement du gouvernement, les forces spéciales du GRU, les troupes aéroportées (ВДВ) et la police militaire qui dépendent du ministère de la Défense, l'infanterie de marine et les troupes côtières (БВ ВМФ) qui dépendent de la marine, ainsi que les régiments d'aviation de l'armée (des régiments d'hélicoptères) et la défense aérienne et antimissile qui dépendent des forces aérospatiales.
Pour le contrôle opérationnel, les unités sont réparties en plusieurs grandes unités mélangeant les différents types de troupes pour qu'elles puissent mener un combat interarmes. En 2006, l'armée de terre russe comptait 395 000 hommes répartis entre trois divisions de chars (le nom russe pour les divisions blindées), seize divisions de fusiliers motorisés (d'infanterie mécanisée) et six divisions de mitrailleuses et d'artillerie (statiques). L'organisation qui comptait quatre niveaux de commandement (district, armée, division et brigade) a été simplifiée en ne conservant que trois (commandement stratégique, armée et brigade) lors de la réforme de 2008-2010, avec l'objectif de supprimer complètement l'échelon division transformé en autant de brigades. Le remplacement de Serdioukov par Choïgou à la tête du ministère en 2012 correspond à un retour en arrière, avec gonflement des effectifs, plusieurs divisions étant recrées : en 2013, les 2e de fusiliers et 4e de chars ; en 2016, les 3e de fusiliers, 42e de fusiliers, 90e de chars, 144e de fusiliers et 150e de fusiliers ; en 2018, la 127e de fusiliers ; en 2020, les 19e de fusiliers et 18e de fusiliers ; en 2021, la 20e de fusiliers ; en 2022, la 47e de chars.
Au début de 2022, juste avant qu'elles soient lancées dans l'invasion de l'Ukraine, les Forces terrestres russes comprennent :
- onze divisions (Дивизии, sans compter les deux des troupes côtières et les quatre aéroportées) :
  - huit de fusiliers motorisées (мотострелковых : 2e, 3e, 19e, 20e, 42e, 127e, 144e et 150e), comprenant chacune un à deux régiments de chars, un à deux régiments de fusiliers motorisés, un régiment d'artillerie, éventuellement un régiment de défense aérienne et un bataillon de reconnaissance ;
  - trois de chars (танковые : 4e, 47e et 90e), composées chacune de deux régiments de chars, un régiment de fusiliers motorisés, un régiment d'artillerie, un régiment de défense aérienne et un bataillon de reconnaissance[5] ;
- quatre bases militaires (военные базы : 4e en Ossétie du Sud, 7e en Abkhazie, 102e en Arménie et 201e au Tadjikistan) et un « groupe opérationnel des forces russes en Transnistrie » ;
- 114 brigades (Бригады, sans compter les 17 des troupes côtières et les trois aéroportées) :
  - 20 de fusiliers motorisés (мотострелковых, dont une « de couverture », прикрытия), comprenant chacune trois bataillons de fusiliers motorisés, un bataillon de chars, un bataillon de reconnaissance, deux bataillons d'artillerie, un bataillon de lance-roquettes, un bataillons antichars, deux bataillons de défense aérienne, un bataillon de génie, une compagnie de guerre électronique et une compagnie NBC ;
  - une de chars (танковая), comprenant trois bataillons de chars, un bataillon de reconnaissance, un bataillon de fusiliers motorisés, un bataillon d'artillerie, un bataillon de lance-roquettes, deux bataillons de défense aérienne, un bataillon du génie, une compagnie de guerre électronique et une compagnie NBC ;
  - 14 d'artillerie (артиллерийских) ;
  - 4 de lance-roquettes (реактивные артиллерийские, « d'artillerie à réaction ») ;
  - 13 de missiles (ракетных) ;
  - 19 de transmissions (управления и связи, « de gestion et communication ») ;
  - 5 de défense NBC (Войска радиационной, химической и биологической защиты) ;
  - 5 de guerre électronique (радиоэлектро́нной борьбы́) ;
  - 15 de missiles antiaériens (зенитных ракетных) ;
  - 2 de reconnaissance (разведывательные) ;
  - 5 du génie (инженерных) ;
  - 10 de logistique (Бригада материально-технического обеспечения, МТO, « de soutien matériel et technique ») ;
  - et une de police militaire (бригада военной полиции).
- 21 bases de stockage d'armes et d'équipements (база хранения вооружения и техники, des stocks pré-positionnés, chacune pouvant servir d'unité-cadre pour reformer une brigade ou une division).

### Districts militaires et armées

Les cinq districts militaires russes depuis décembre 2014 :
Commandement stratégique opérationnel ouest ;
Commandement stratégique opérationnel sud ;
Commandement stratégique opérationnel nord ;
Commandement stratégique opérationnel central ;
Commandement stratégique opérationnel est.

Les brigades, bases militaires et divisions sont regroupées dans douze armées des Forces terrestres elles-mêmes affectées en 2023 aux cinq districts militaires en Russie (cf. schéma) chacun sous un commandement stratégique opérationnel regroupant les unités terrestres, maritimes et aérospatiales, :
- district militaire ouest, avec son état-major situé à Saint-Pétersbourg ;
- district militaire sud, avec son état-major situé à Rostov-sur-le-Don ;
- district militaire central, avec son état-major situé à Iekaterinbourg ;
- district militaire est, avec son état-major situé à Khabarovsk ;
- district militaire nord, avec son état-major situé à Severomorsk.

La ventilation des armées entre les différents districts est présentée dans le tableau ci-dessous (les 11e, 14e, 22e et 68e corps d'armée dépendent des troupes côtières de la marine russe) :
| Districts                                                                              | Armées ou corps d'armée                    | Localisation des états-majors |
| -------------------------------------------------------------------------------------- | ------------------------------------------ | ----------------------------- |
| District ouest (colonel-général Alexandre Jouravliov) (état-major : Saint-Pétersbourg) | 1re armée de chars de la Garde             | Odintsovo                     |
| District ouest (colonel-général Alexandre Jouravliov) (état-major : Saint-Pétersbourg) | 3e corps d'armée                           | Moulino                       |
| District ouest (colonel-général Alexandre Jouravliov) (état-major : Saint-Pétersbourg) | 6e armée combinée                          | Agalatovo (en)                |
| District ouest (colonel-général Alexandre Jouravliov) (état-major : Saint-Pétersbourg) | 20e armée combinée de la Garde             | Voronej                       |
| District ouest (colonel-général Alexandre Jouravliov) (état-major : Saint-Pétersbourg) | 11e corps d'armée (flotte de la Baltique)  | Goussev                       |
| District sud (colonel-général Alexandre Dvornikov) (état-major : Rostov-sur-le-Don)    | 8e armée combinée de la Garde              | Novotcherkassk                |
| District sud (colonel-général Alexandre Dvornikov) (état-major : Rostov-sur-le-Don)    | 49e armée combinée                         | Stavropol                     |
| District sud (colonel-général Alexandre Dvornikov) (état-major : Rostov-sur-le-Don)    | 58e armée combinée                         | Vladikavkaz                   |
| District sud (colonel-général Alexandre Dvornikov) (état-major : Rostov-sur-le-Don)    | 22e corps d'armée (flotte de la mer Noire) | Simferopol                    |
| District central (lieutenant-général Alexandre Lapine) (état-major : Iekaterinbourg)   | 2e armée combinée de la Garde              | Samara                        |
| District central (lieutenant-général Alexandre Lapine) (état-major : Iekaterinbourg)   | 41e armée combinée                         | Novossibirsk                  |
| District est (lieutenant-général Alexandre Tchaïko) (état-major : Khabarovsk)          | 5e armée combinée                          | Oussouriïsk                   |
| District est (lieutenant-général Alexandre Tchaïko) (état-major : Khabarovsk)          | 29e armée combinée                         | Tchita                        |
| District est (lieutenant-général Alexandre Tchaïko) (état-major : Khabarovsk)          | 35e armée combinée                         | Belogorsk                     |
| District est (lieutenant-général Alexandre Tchaïko) (état-major : Khabarovsk)          | 36e armée combinée                         | Oulan-Oudé                    |
| District est (lieutenant-général Alexandre Tchaïko) (état-major : Khabarovsk)          | 68e corps d'armée                          | Ioujno-Sakhalinsk             |
| District nord (amiral Aleksandr Moïsseïev) (état-major : Severomorsk)                  | 14e corps d'armée (flotte du Nord)         | Mourmansk                     |

## Effectifs

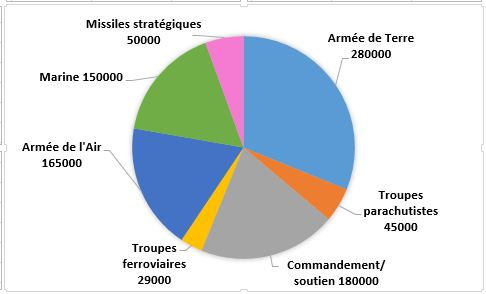
L'Armée de terre représente environ un tiers de l'ensemble des forces d'active russes.

L'Armée de terre disposait en 2019 de 280 000 hommes auxquels s'ajoutent 45 000 parachutistes. L'armée comprenait en 2014 un contingent minoritaire de 80 000 conscrits selon l'IISS. L'armée de conscription n'est pas abandonnée, mais les différentes réformes en ont fait une armée majoritairement composée de contractuels. La médiocre qualité de son personnel est un des points faibles de l'armée russe.
En conséquence des difficultés russes dans la guerre russo-ukrainienne, plusieurs mesures ont été prises pour maintenir les effectifs (en remplaçant les lourdes pertes) voire les augmenter (création du 3e corps d'armée) : appel aux volontaires (une partie versés dans les bataillons de volontaires (ru) à recrutement régional), recrutement dans les prisons (pour les détachements « Storm-Z », en échange d'une remise de peine), recours à des sociétés militaires privées (des mercenaires), mobilisation de réservistes et levée de conscrits. Chaque année, les Forces armées russes reçoivent des conscrits faisant un service d'un an ; leur levée se fait sur deux périodes, au printemps et à l'automne, concernant des hommes âgés entre 18 et 27 ans. Au printemps 2021, la levée est augmentée, concernant 134 500 personnes (sur une classe d'âge d'un peu plus d'un million d'hommes).
L'oukase présidentiel no 647 du 21 septembre 2022 « sur l'annonce de la mobilisation partielle dans la fédération de Russie » ordonne la levée de 300 000 réservistes. Selon une déclaration de Vladimir Poutine en mars 2023, « Sur les 300 000 combattants qui ont été mobilisés, 150 000 sont présents dans la zone des opérations, soit la moitié. Sur ces 150 000 qui sont dans les formations, seuls la moitié d'entre eux, soit 77 000, sont présents directement dans la zone ». Toujours en septembre 2022, l'annexion du Donbass a comme conséquence l'intégration des milices séparatistes de Donetsk et de Lougansk (qui avaient procédé à une mobilisation générale dès le 19 février 2022) dans les Forces terrestres russes, formant ainsi les 1er et 2e corps d'armée.
Par l'oukase du 30 mars 2023, la conscription du printemps passe à un total de 147 000 hommes à lever entre le 1er avril et le 15 juillet 2023. Théoriquement, ils ne doivent pas être déployés sur le front ukrainien, sauf s'ils sont volontaires. Selon les Forces armées ukrainiennes, les conscrits subissent des pressions pour signer un engagement et devenir des militaires professionnels. En début août 2023, l'agence Tass annonce le recrutement d'un total de 230 000 contractuels depuis janvier ; en début septembre, le chiffre atteint 280 000 (ces chiffres concernent l'ensemble des forces armées).

## Équipements
Au XXIe siècle, l'armée russe détient encore des milliers de chars et d'engins blindés en réserve, datant de l'époque soviétique. Mais ces engins, bien que servant de pièces détachées, ne sont en grande partie plus opérationnels.
| Chars de combat en service | Quantité                     | Quantité         | Quantité                   | Quantité   | Quantité                           | Quantité                                                         | Informations complémentaires |
|                            | 2017                         | 2017             | 2022                       | 2022       | 2025                               | 2025                                                             | |
| -------------------------- | ---------------------------- | ---------------- | -------------------------- | ---------- | ---------------------------------- | ---------------------------------------------------------------- | --- |
|                            | En service                   | En réserve       | En service                 | En réserve | En service                         | En reserve                                                       | |
| T-14 Armata                | -                            | -                | ~26                        | -          | -                                  | -                                                                | État de test avant lancement de production : char opérationnel mais trop coûteux pour le moment.)                                                                         |
| T-90 ; T-90A ; T-90M,      | 350 T-90A                    | 200              | 350 T-90A ; 67 T-90M       |            | 370 T-90M, plusieurs T-90A/S       | -                                                                | 143 ont été détruits, endommagés ou capturés lors Invasion de l'Ukraine par la Russie .                                                                                   |
| T-80BV & T-80U,            | 450 T-80B/BV/U               | 3 000 T-80B/BV/U | 310 T-80BV/U ; 170 T-80BVM | -          | 200 T-80BV/U; 270 T-80BVM          | +2,900 T-55A/T62M/T-62MV/T-64/T-72/T-72A/T-72B/T-80B/T-80BV/T80U | Modernisation prévue des T-80BV au standard T-80BVM 860 (toutes versions confondues) ont été détruits, endommagés ou capturés lors de Invasion de l'Ukraine par la Russie |
| T-72B3, B et A,            | 1 100 T−72 B/BA ; 800 T-72B3 | 7 000 T-72/T-72A | 650 T-72B/BA               |            | 700 T-72A/AV/B/BA; 470 T-72B3/B3M; | +2,900 T-55A/T62M/T-62MV/T-64/T-72/T-72A/T-72B/T-80B/T-80BV/T80U | 1 470 (toutes versions confondues) ont été détruits, endommagés ou capturés lors de Invasion de l'Ukraine par la Russie .                                                 |
| T-64                       | -                            | 2 000 T-64A/B    | -                          |            | 50 T-64A/BV                        | +2,900 T-55A/T62M/T-62MV/T-64/T-72/T-72A/T-72B/T-80B/T-80BV/T80U | En cours de remise en service, face au manque de chars lors de l'invasion de l'Ukraine par la Russie depuis 2022.                                                         |
| T-62                       | -                            | 2 500 T-62       | -                          | 800        | 600 T-62M/MV;                      | +2,900 T-55A/T62M/T-62MV/T-64/T-72/T-72A/T-72B/T-80B/T-80BV/T80U | En cours de remise en service, face au manque de chars lors de l'invasion de l'Ukraine.                                                                                   |
| T-55                       | -                            | 2 800 T-55       | -                          | 250        | 70 T-55A                           | +2,900 T-55A/T62M/T-62MV/T-64/T-72/T-72A/T-72B/T-80B/T-80BV/T80U | En cours de remise en service, face au manque de chars lors de l'invasion de l'Ukraine.                                                                                   |

Chars de combat
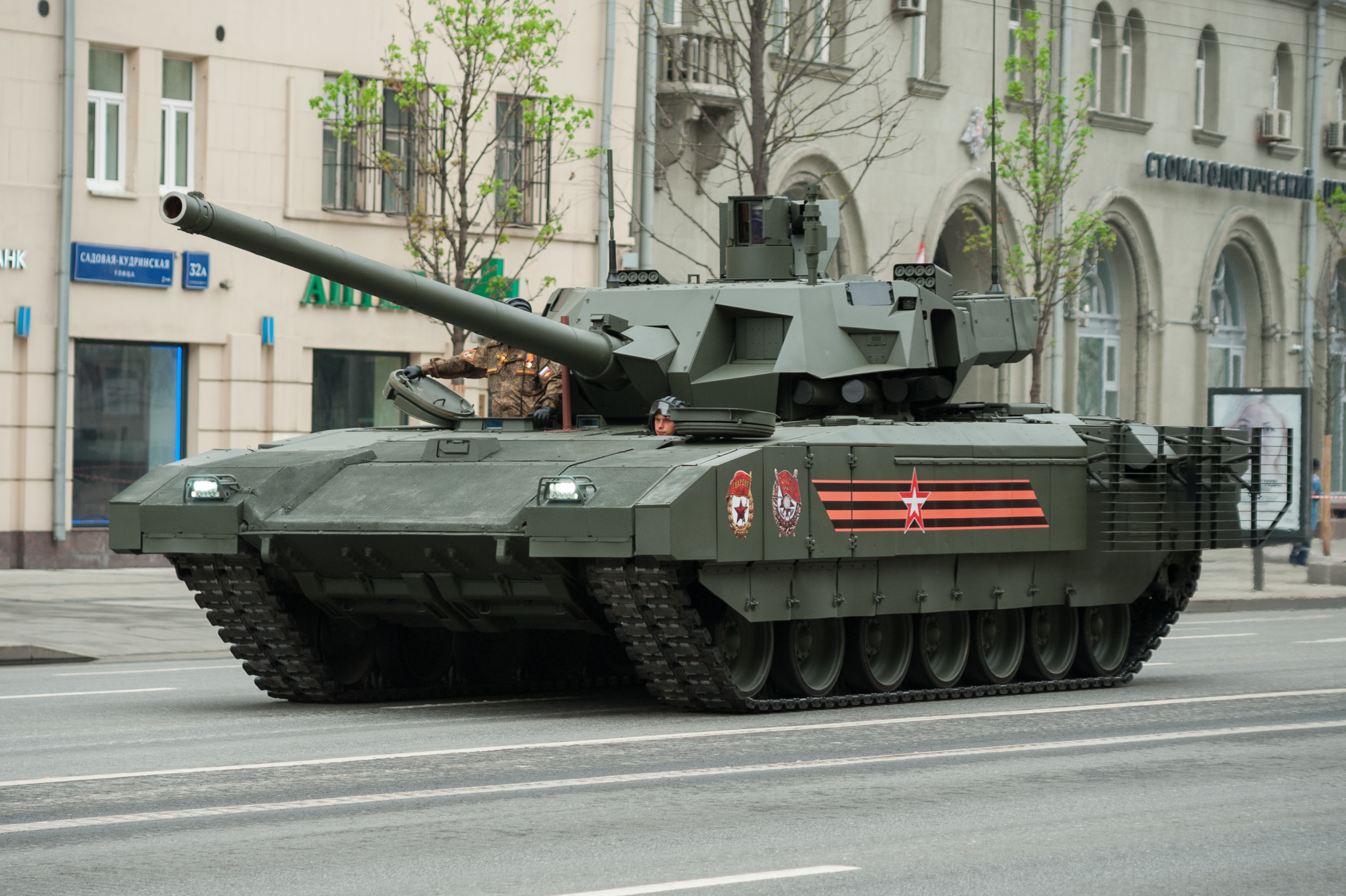
T-14
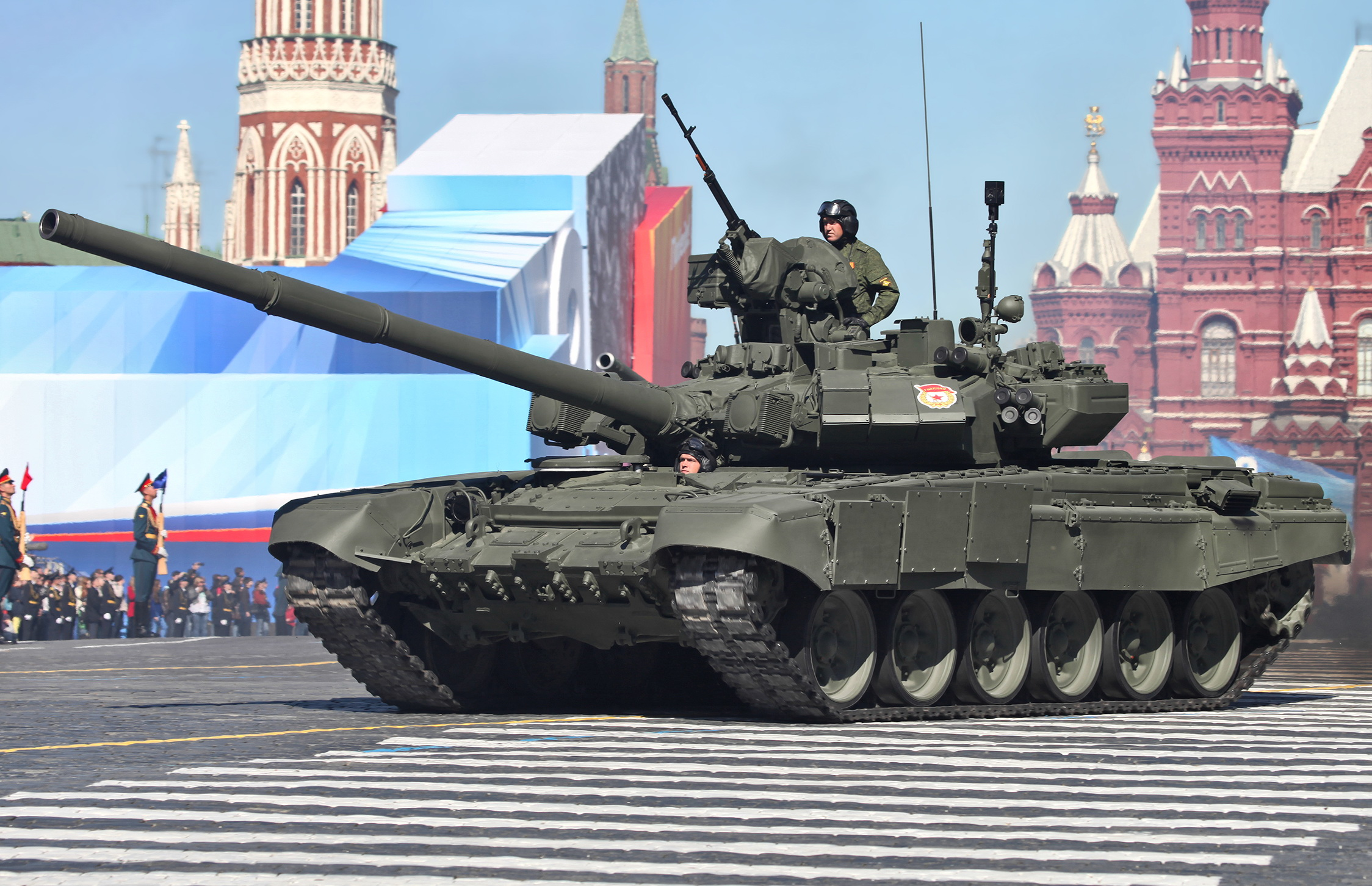
T-90A
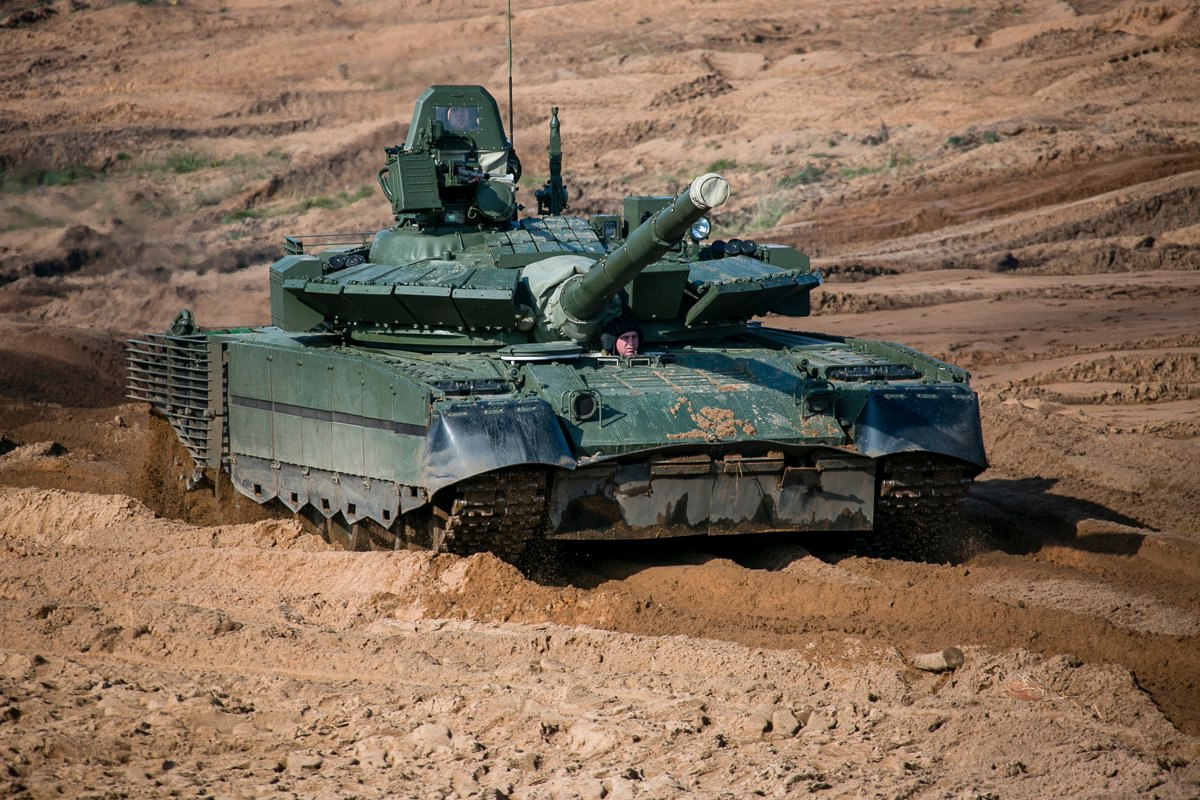
T-80BVM
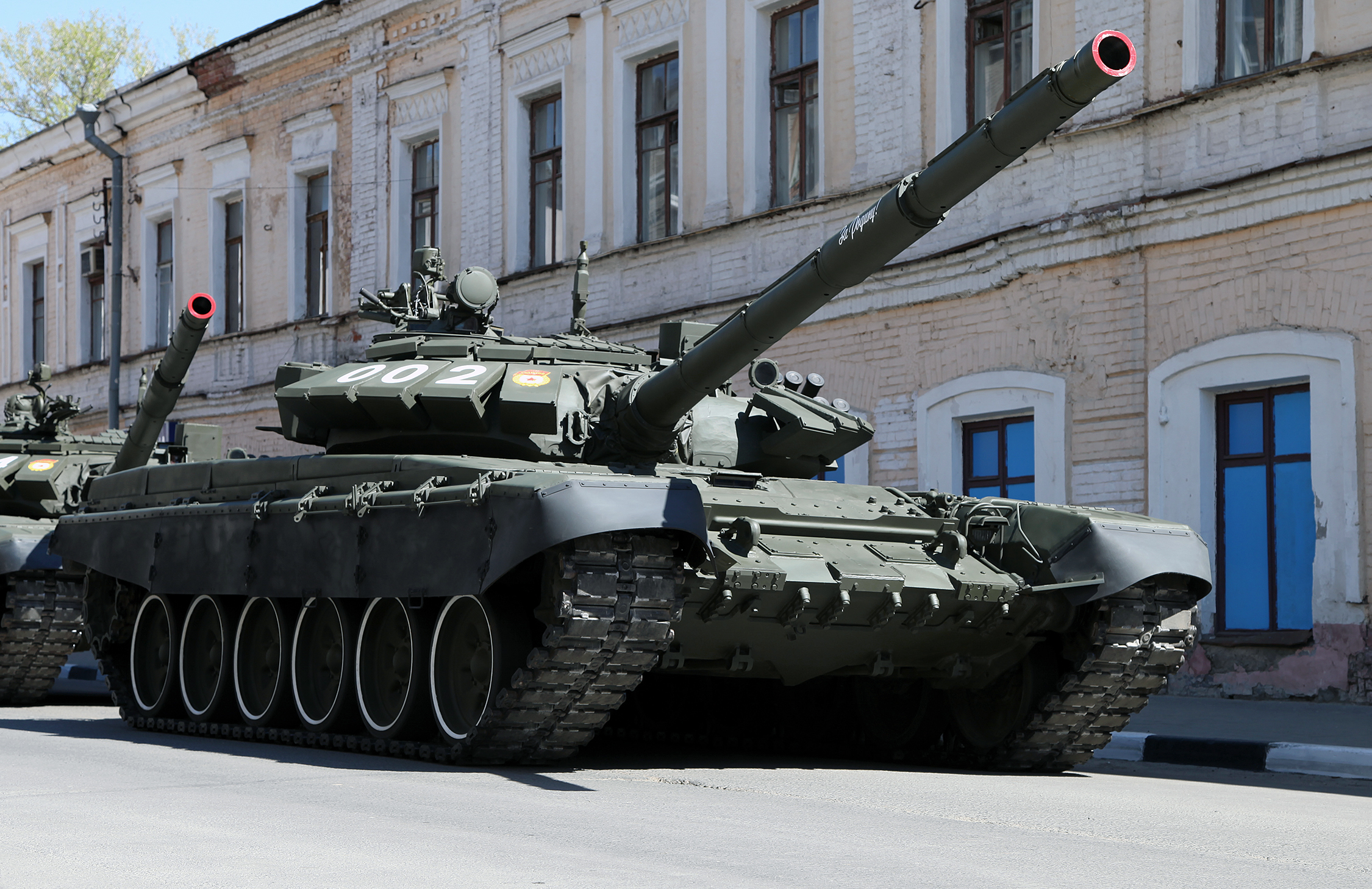
T-72B3
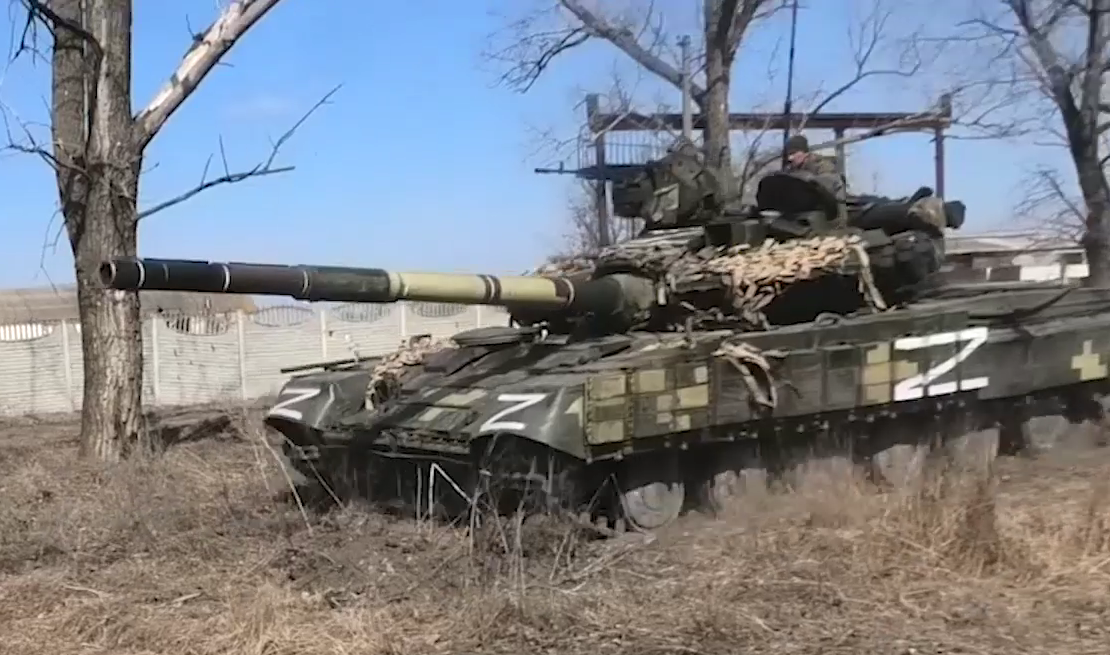
T-64BV
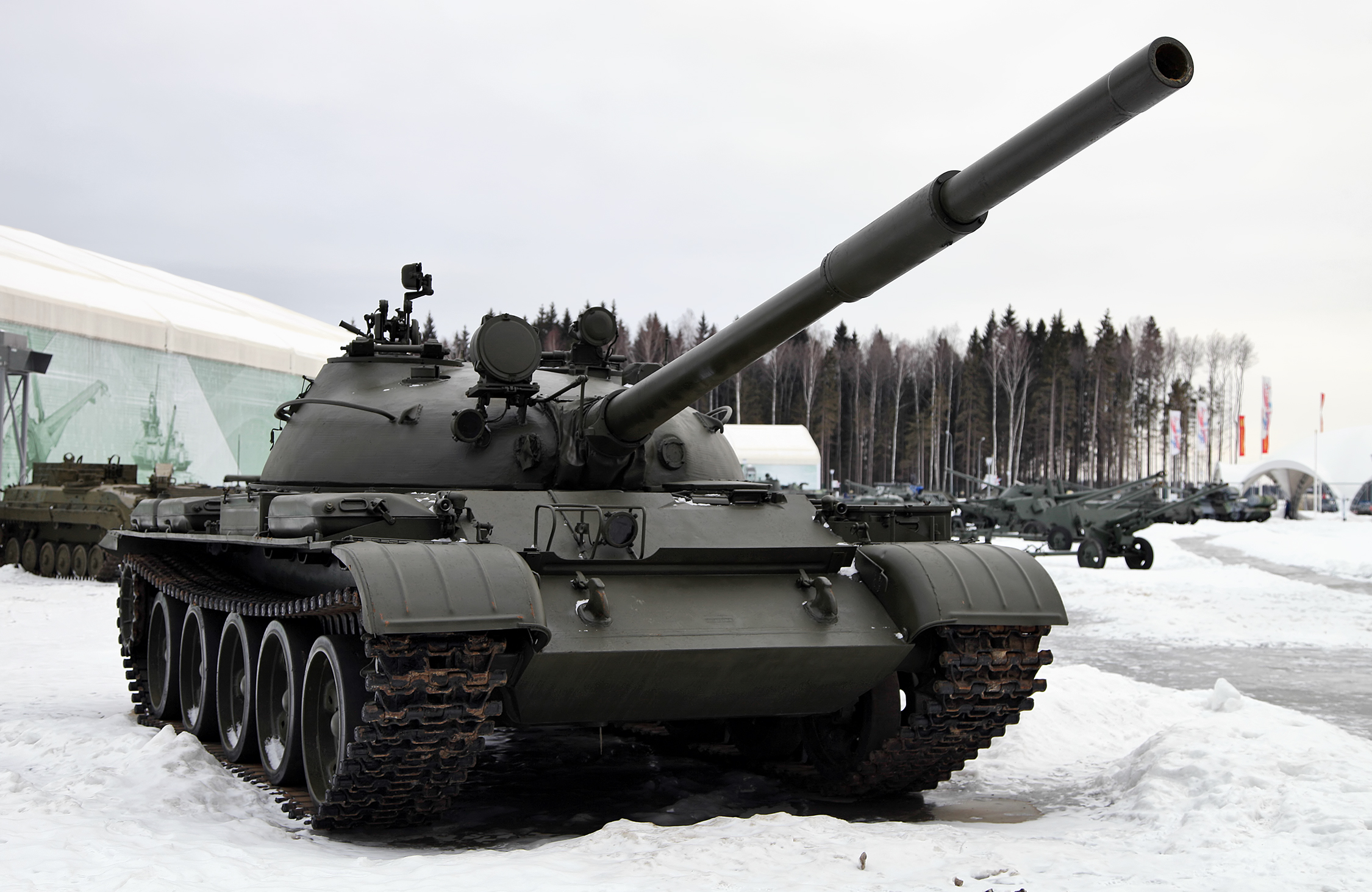
T-62
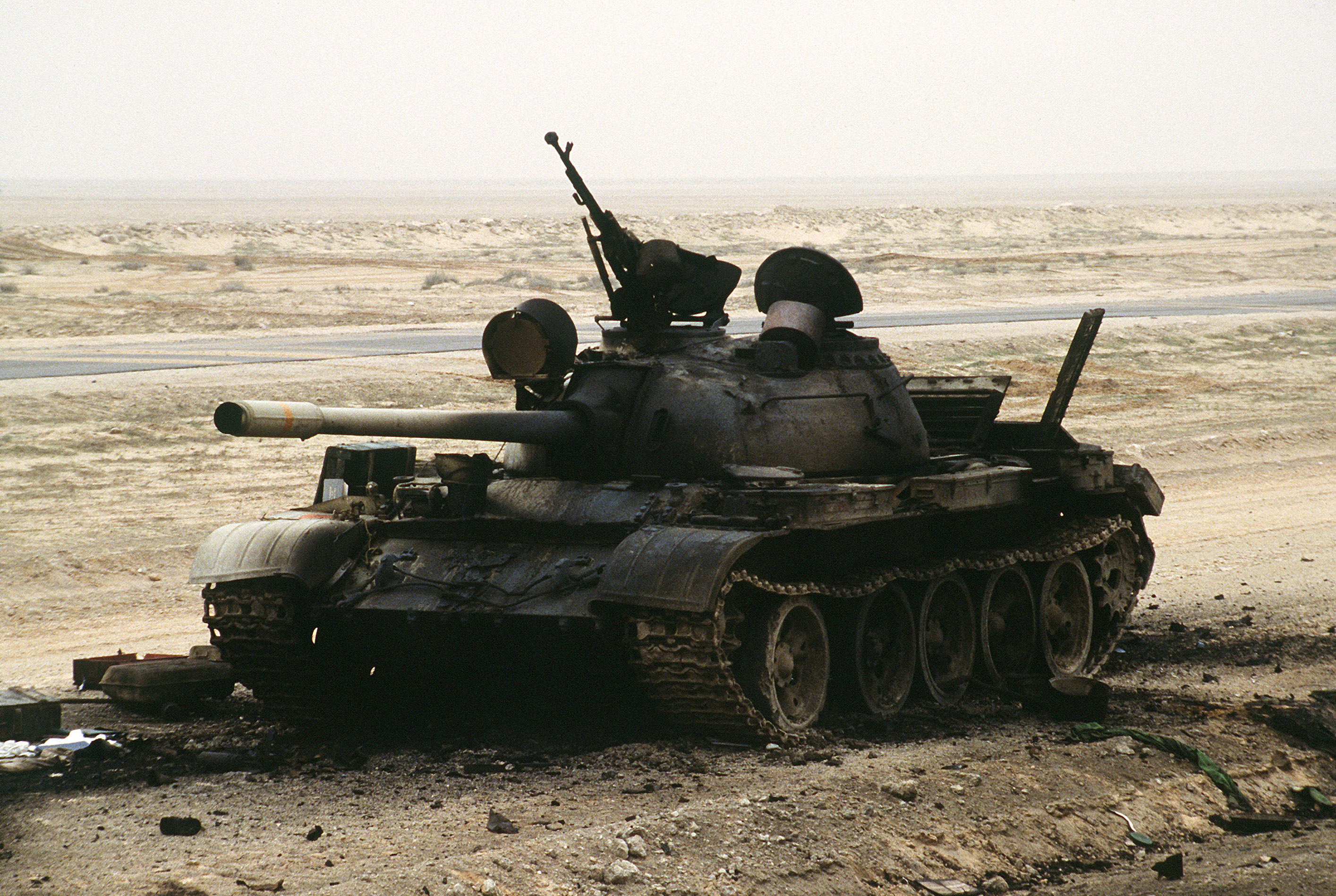
T-54/55

| Véhicules de combat et de transport d'infanterie blindés | Quantité   | Quantité   | Quantité   | Quantité   | Quantité                                  | Quantité                   | Informations complémentaires                             |
|                                                          | 2017       | 2017       | 2022       | 2022       | 2025                                      | 2025                       |                                                          |
| -------------------------------------------------------- | ---------- | ---------- | ---------- | ---------- | ----------------------------------------- | -------------------------- | -------------------------------------------------------- |
|                                                          | En service | En réserve | En service | En réserve | En service                                | En réserve                 |                                                          |
| BMP-3,                                                   | 500        | -          | 640        | -          | 650 BMP3/-3M                              | *                          | 470 ont été détruits, endommagés ou capturés en Ukraine  |
| BMP-2,                                                   | 3 000      | 1 500      | 2 900      | 1 500      | 550 BMP-2/-2M                             | 3,000 BMP-1/- 2            | 1455 ont été détruits, endommagés ou capturés en Ukraine |
| BMP-1,                                                   | 500        | 7 000      | 470        | 7 000      | 750 BMP-1/-1AM                            | 3,000 BMP-1/- 2            | 778 ont été détruits, endommagés ou capturés en Ukraine  |
| BRT-80; 82-A,                                            | 2 400      | -          | 2 600      | -          | 950 BTR-80, 100 BTR-80A; 1,230 BTR-82A/AM | 1,500 BTR-60/-70/-80       | 1030 ont été détruits, endommagés ou capturés en Ukraine |
| BTR-70,                                                  | 200        | 4 000      | 200        | 4 000      | 600                                       | 1,500 BTR-60/-70/-80       | 14 ont été détruits, endommagés ou capturés en Ukraine.  |
| BTR-60,                                                  | 800        | 4 000      | 600        | 4 000      | 600                                       | 1,500 BTR-60/-70/-80       |                                                          |
| BTR-50                                                   |            |            |            |            | 50                                        |                            |                                                          |
| BRDM-2/2A,                                               | 1 000      | +1 000     | 1 000      | +1 000     | nombre inconnue                           | 100 BRDM-2/-2A; 500 BRDM-2 | 13 ont été détruits ou endommagés.                       |
| BRM-1K,                                                  | 700        | -          | 700        | -          | 200                                       | -                          | Centre de commandement                                   |
| MT-LB,                                                   | 3 500      | 2 000      | 3 550      | 2 000      | 2900                                      | 1200                       | 1101 ont été détruits ou endommagés en Ukraine           |
| Kourganets-25                                            | -          | -          | -          | -          | -                                         | -                          |                                                          |
| VPK-7829 Boumerang                                       | -          | -          | -          | -          | -                                         | -                          |                                                          |
| BMPT "Terminator"                                        | -          | -          | ~ 9        | -          | 8                                         | -                          | 3 ont été endommagé ou détruit en Ukraine                |

Véhicules de combat et de transport d'infanterie blindés
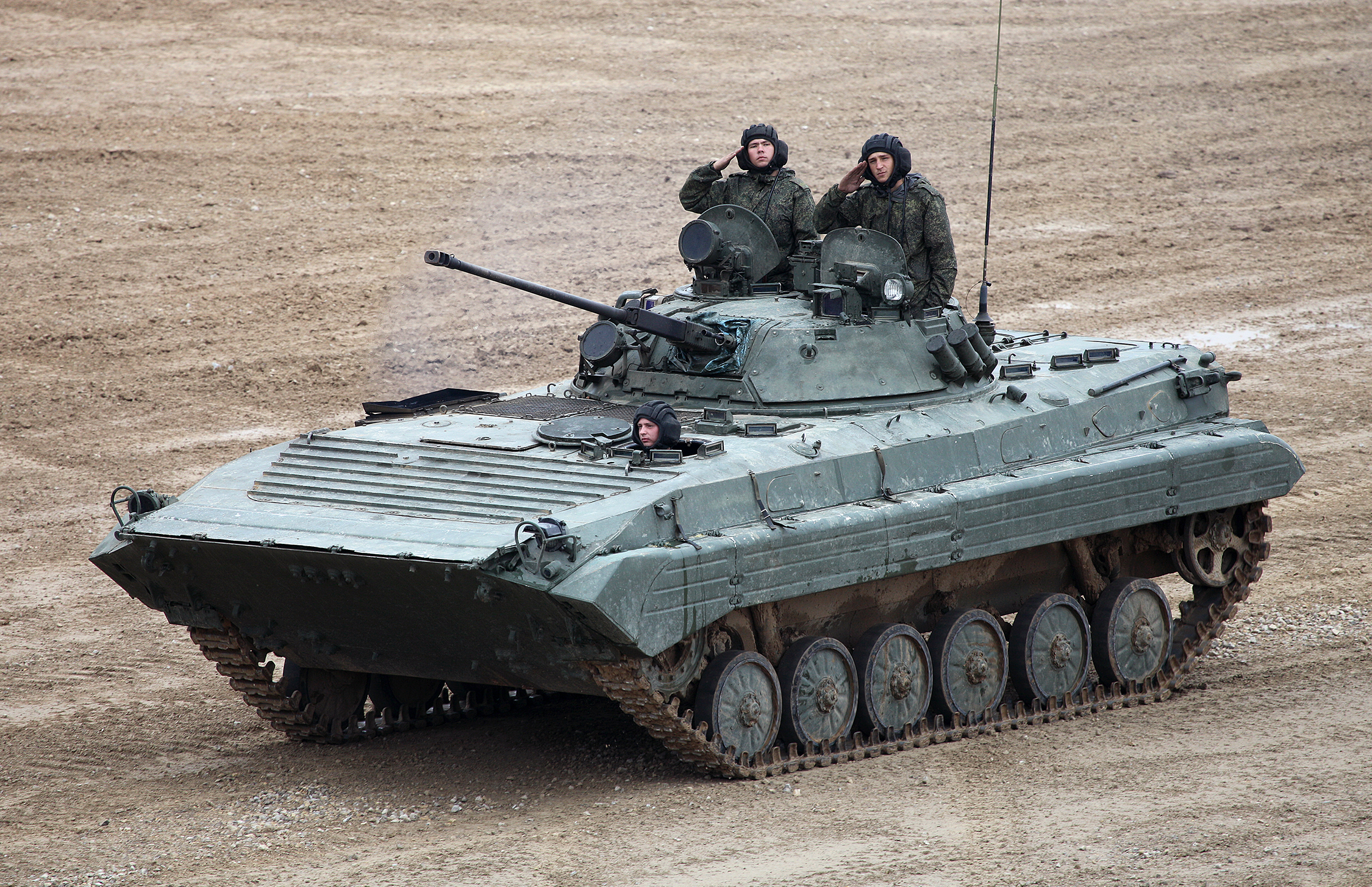
BMP-2
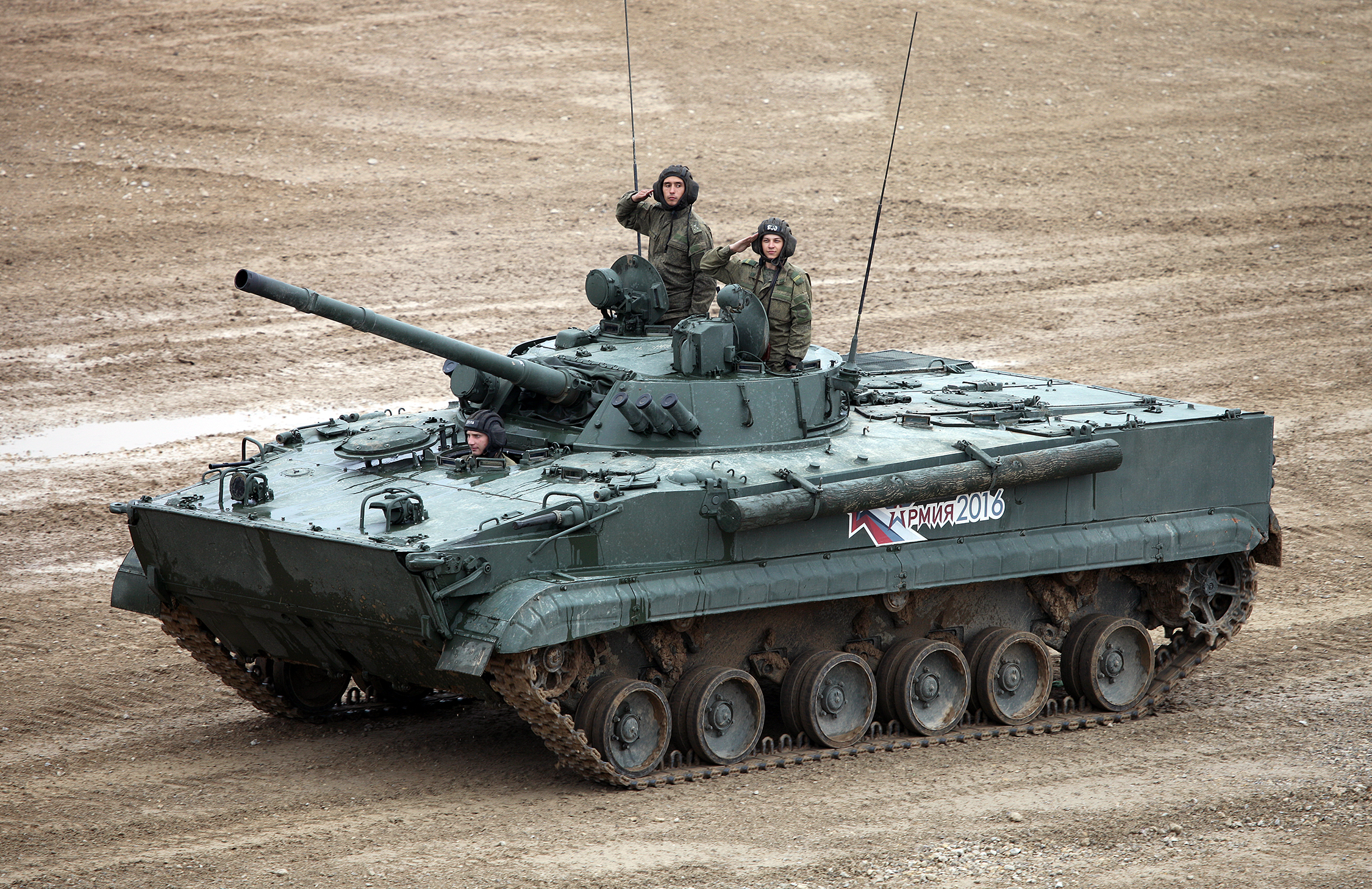
BMP-3
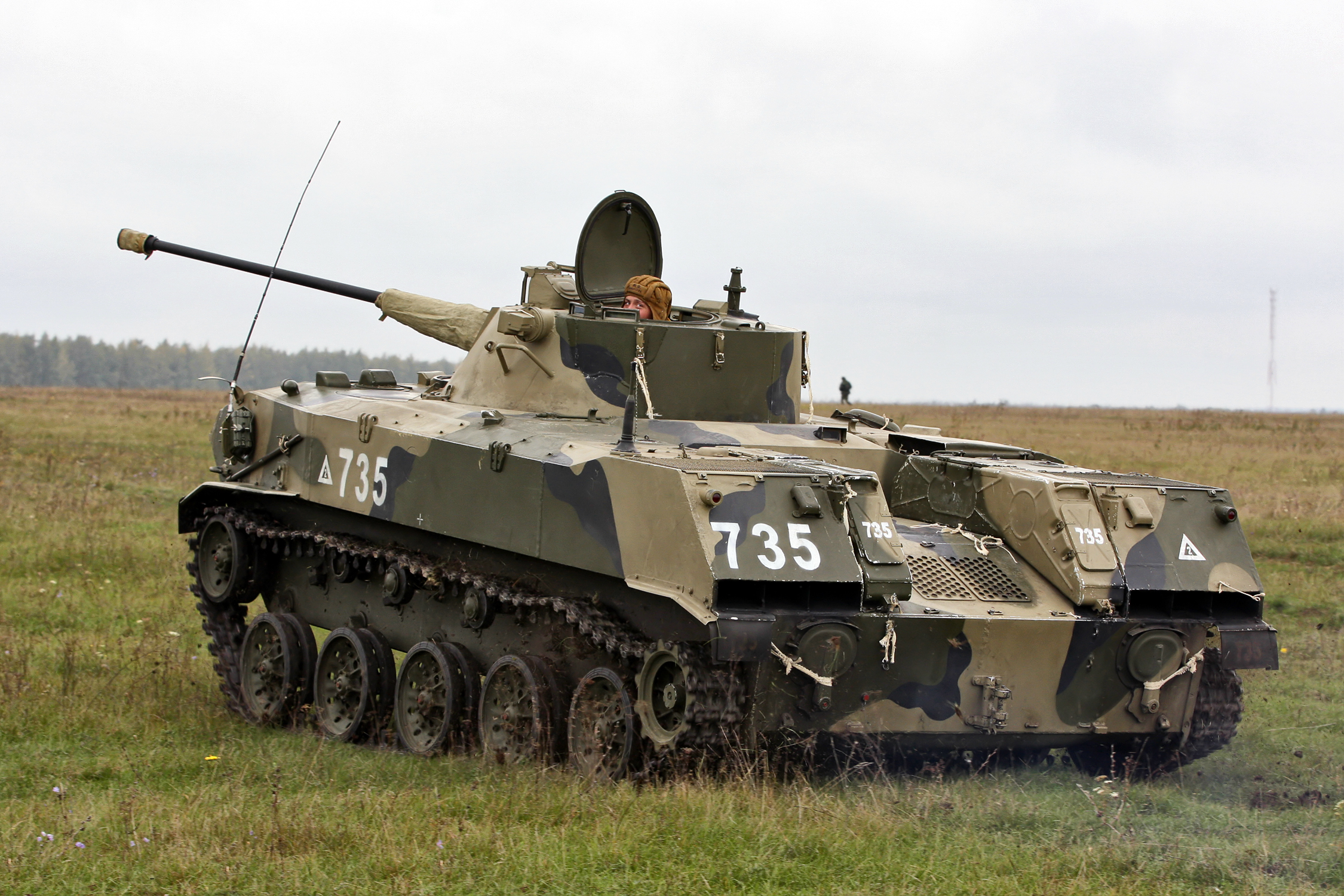
BMD-2
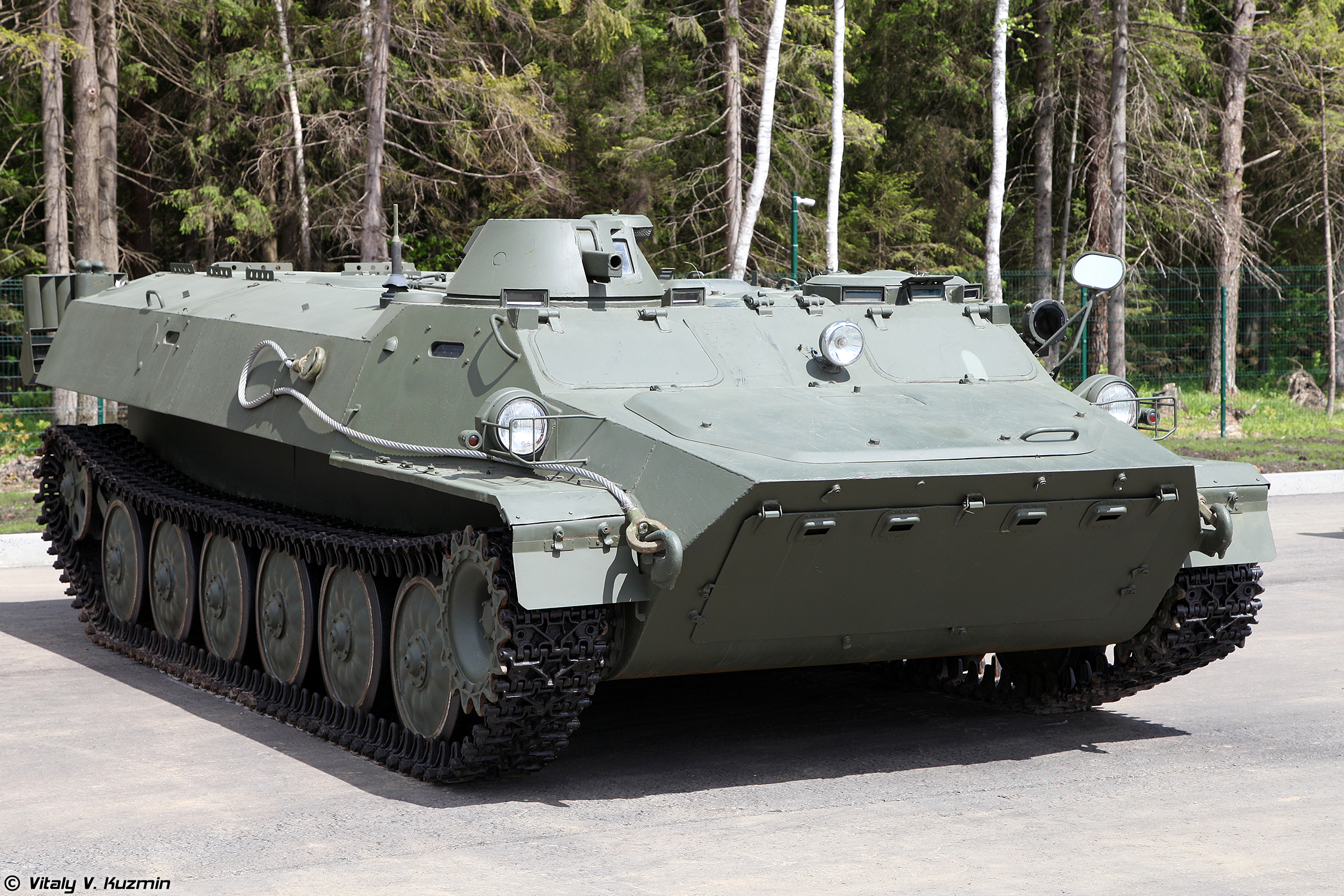
MT-LB
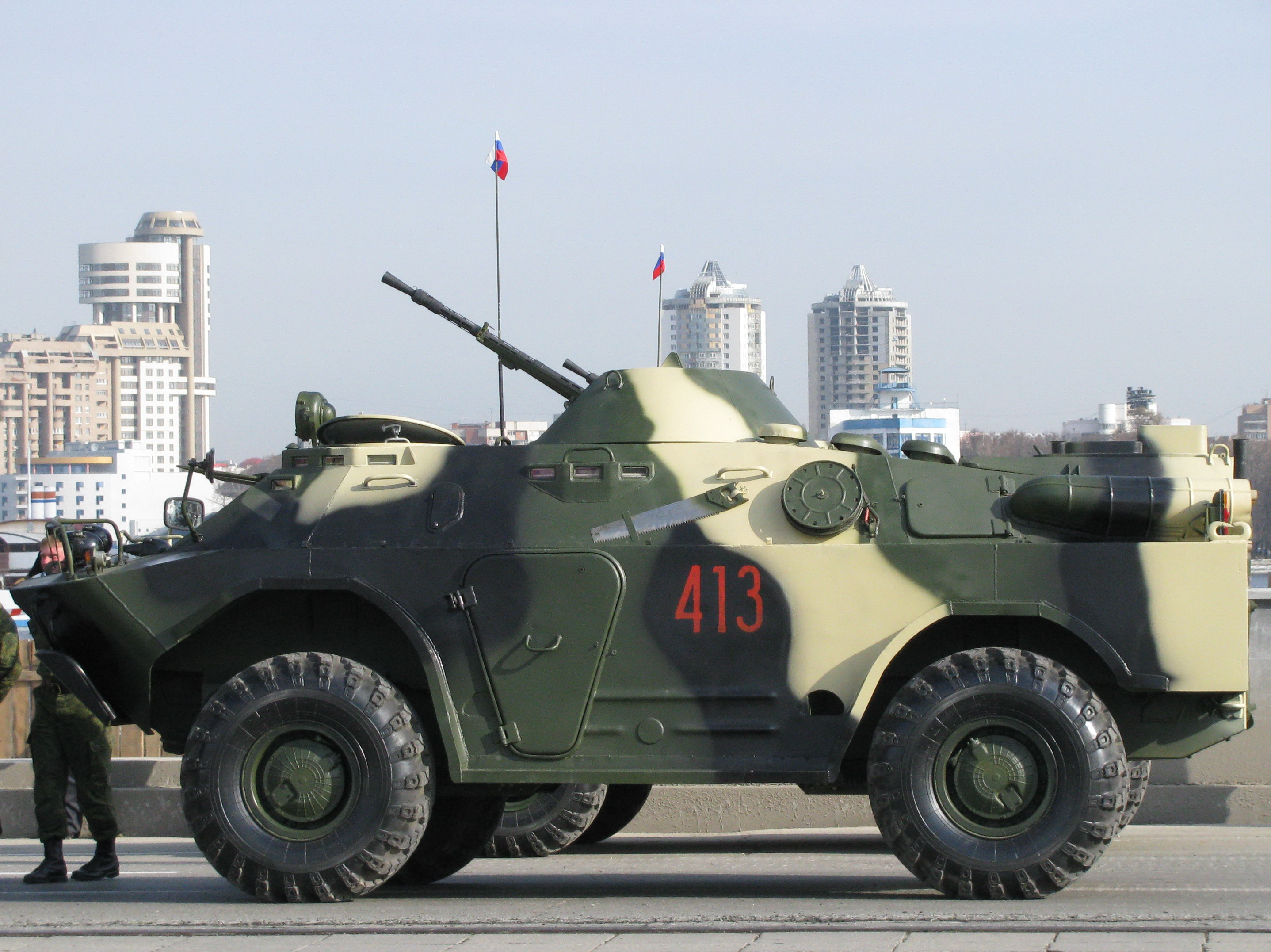
BRDM-2
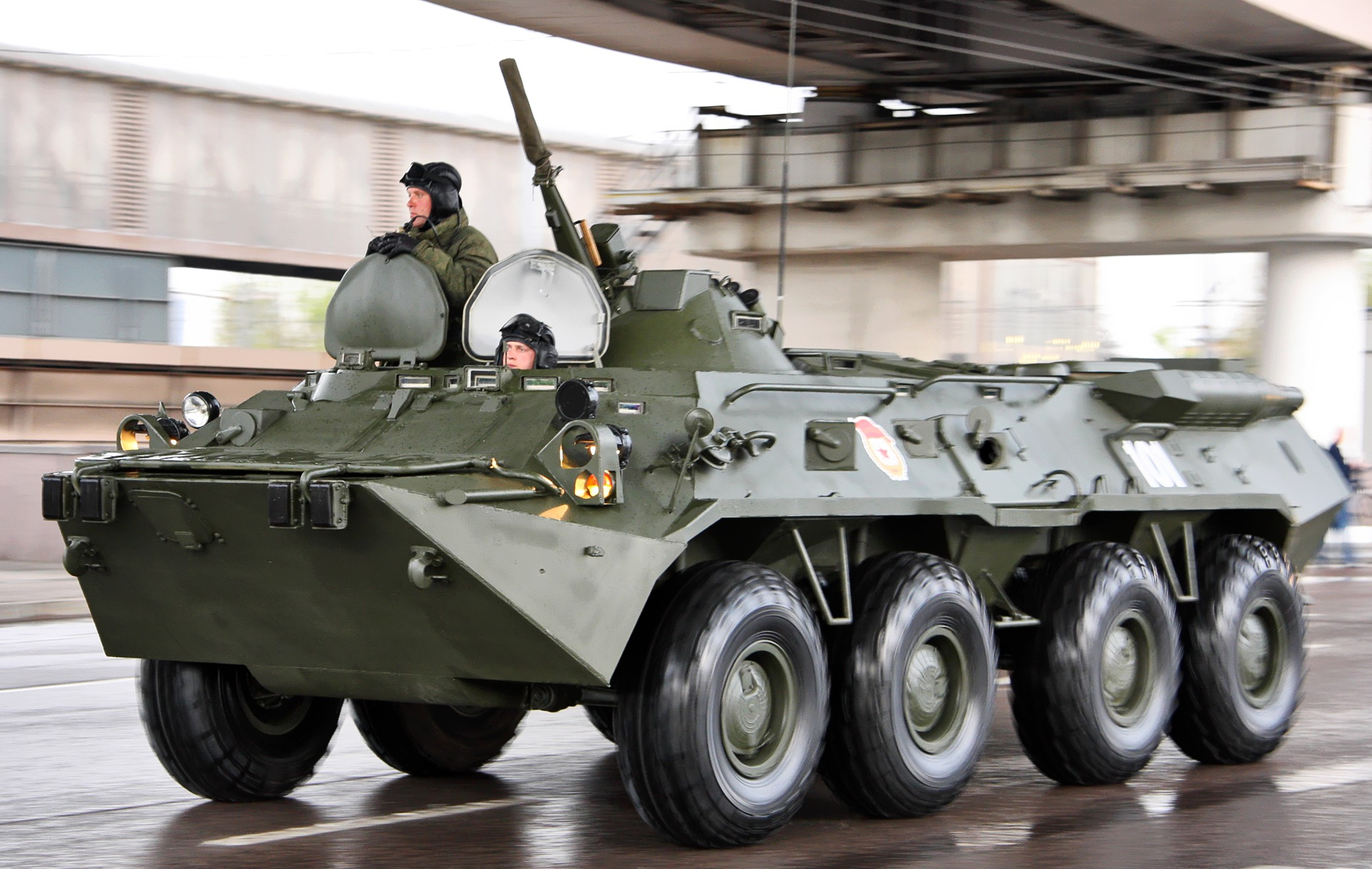
BTR-80

| Artillerie,                           | Quantité       | Quantité   | Quantité       | Quantité   | Quantité                       | Quantité                                        | Quantité   | Informations complémentaires                       |
|                                       | 2017           | 2017       | 2022           | 2022       | 2022-2024                      | 2025                                            | 2025       |                                                    |
| ------------------------------------- | -------------- | ---------- | -------------- | ---------- | ------------------------------ | ----------------------------------------------- | ---------- | -------------------------------------------------- |
|                                       | En service     | En réserve | En service     | En réserve | détruit / endommagé en Ukraine | En service                                      | En reserve |                                                    |
| Obusiers automoteurs                  |                |            |                |            |                                |                                                 |            |                                                    |
| 2S1 Gvozdika                          | 150            | 2 000      | 150            | 2 000      | 126                            | 400                                             | 1000       | 122 mm, artillerie automotrice chenillée           |
| 2S3 Akatsiya                          | 800            | 1 000      | 800            | 1 000      | 165                            | 600                                             | +500       | 152 mm, artillerie automotrice chenillée           |
| 2S5 Guiatsint-S                       | 100            | 850        | 100            | 850        | 66                             | 100                                             | 300        | 152 mm, artillerie automotrice chenillée           |
| 2S7 Pion                              | 60             | 260        | 60             | 260        | 23                             | 50 2S7M Malka, 75 2S7 Pion                      | +50        | 203 mm, artillerie automotrice chenillée           |
| 2S19 Msta-S                           | 486            | 150        | 850            | 150        | 243                            | 150 2S19/2S19M1 Msta-S, 300 2S19M2/2S33 Msta-SM | 50         | 152 mm, artillerie automotrice chenillée           |
| 2S35 Koalitsia-SV                     | -              | -          | 8              | -          |                                | 8                                               | -          | 152 mm, artillerie automotrice chenillée (en test) |
| 2S43 Malva                            | -              | -          | -              | -          |                                | 20                                              | -          | 152 mm, artillerie automotrice (en test)           |
| Obusiers tractés                      |                |            |                |            |                                |                                                 |            |                                                    |
| Obusier 122 mm M1938                  | -              | 3 750      |                | 3 750      |                                | 50                                              | +1000      | 122 mm, canon tracté                               |
| Obusier D-30 de 122 mm (2A18 D-30)    | -              | 4 400      |                | 4 400      | 96                             | 200                                             | +1000      | 122 mm, canon tracté                               |
| Obusier 130 mm M1954                  | -              | 650        |                | 650        |                                | 50                                              | 300        | 130 mm, canon tracté                               |
| Obusier D-1 (en)                      | -              | 700        |                | 700        |                                | +20                                             | 500        | 152 mm, canon tracté                               |
| Obusier de 152 mm M1955 D-20          | -              | 1 075      |                | 1 075      |                                | 50                                              | 700        | 152 mm, canon tracté                               |
| Obusier-canon de 152 mm M1937 (ML-20) | -              | 100        |                | 100        |                                | -                                               | 100        | 152 mm, canon tracté                               |
| 2A36 Guiatsint-B                      | -              | 1 100      |                | 1 100      |                                | 150                                             | 350        | 152 mm, canon tracté                               |
| Obusier de 152 mm 2A65 (2A65 Msta-B)  | 150            | 600        | 150            | 150        |                                | 150                                             | 100        | 152 mm, canon tracté                               |
| B-4M (en)                             | -              | 40         |                | 40         |                                |                                                 |            | 203 mm, canon tracté                               |
| MT-12 Rapira (antichar)               | 526            | 2 000      | 526            | 2 000      |                                | 500                                             | 800        | 100 mm, canon antichar tracté                      |
| Mortiers                              |                |            |                |            |                                |                                                 |            |                                                    |
| 2S23 NONA                             | 30             | -          | +30            | -          |                                | 24                                              | -          | 120 mm, mortier automoteur                         |
| 2S34 (de)                             | +50            | -          | +50            | -          |                                | 40                                              | -          | 120 mm, mortier automoteur                         |
| 2S4 Tulpan                            | 40             | 390        | 40             | 390        |                                | 39                                              | 160        | 240 mm, mortier automoteur                         |
| 2S40 Floks                            | -              | -          | -              | -          |                                | une poigné                                      | -          | 120 mm, mortier automoteur                         |
| 2B14 Podnos                           | +800           | -          | +800           | -          |                                | +800                                            |            | 82 mm, mortier                                     |
| 2S12 Sani                             | 700            | 1 000      | 700            | 1 000      |                                | 675                                             | 500        | 120 mm, mortier                                    |
| M1938 (en)                            | -              | 900        | -              | 900        |                                | -                                               | 450        | 120 mm, mortier                                    |
| 2B16 NONA-K                           | 100            | -          | 100            | -          |                                | 75                                              | -          | 120 mm, mortier                                    |
| M-160 (en)                            | -              | 300        | -              | 300        |                                | -                                               | 150        | 160 mm, mortier                                    |
| Lance-roquettes multiples             |                |            |                |            |                                |                                                 |            |                                                    |
| BM-21 Grad                            | 550            | 2 420      | 550            | 2 420      |                                | 650                                             | 700        | 122 mm, lance-roquettes multiple                   |
| Tornado-G                             | 550            | -          | 180            | -          |                                | 200                                             | -          | 122 mm, lance-roquettes multiple                   |
| BM-27 Ouragan                         | 200            | 700        | 200            | 700        |                                | 175                                             | 550        | 227 mm, lance-roquettes multiple                   |
| BM-27 Ouragan 1-M                     | -              | -          | 6              | -          |                                | Compris dans les 175                            | -          | 227 mm, lance-roquettes multiple                   |
| TOS-1A                                | Nombre inconnu | -          | Nombre inconnu | -          |                                | 36                                              | -          | 220mm, lance-roquettes multiple thermobarique      |
| TOS-2                                 | -              | -          | -              | -          |                                | nombre inconnue                                 | -          | 220mm, lance-roquettes multiple thermobarique      |
| TOS-3                                 | -              | -          | -              | -          |                                | en essaie                                       | -          | 220mm, lance-roquettes multiple thermobarique      |
| BM-30 Smertch                         | 100            | -          | 100            | -          |                                | 50                                              | -          | 300 mm, lance-roquettes multiple                   |
| 9A52-4 Tornado-S                      | -              | -          | 20             | -          |                                | 20                                              | -          | 300 mm, lance-roquettes multiple                   |

Artillerie
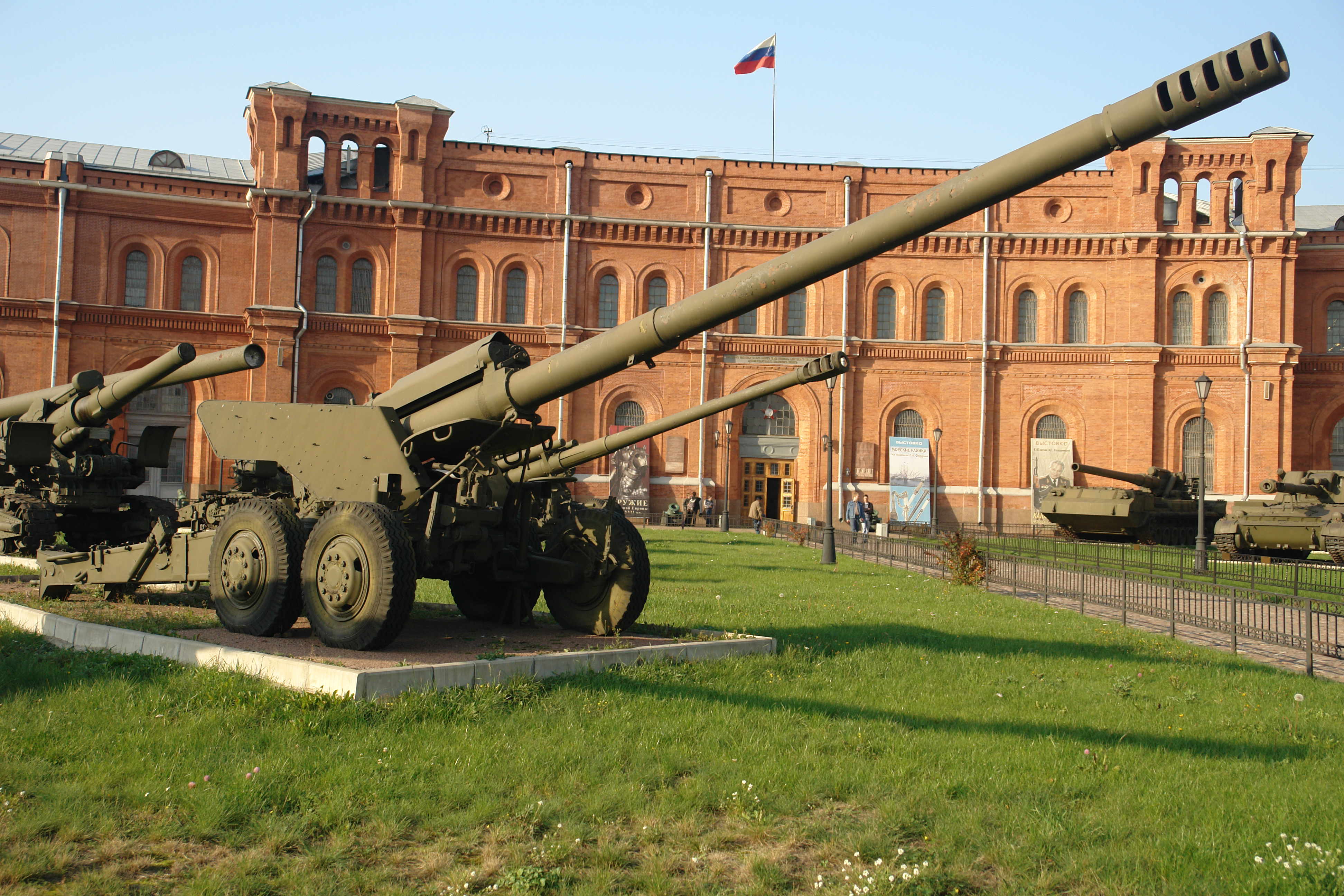
2A36 Guiatsint-B
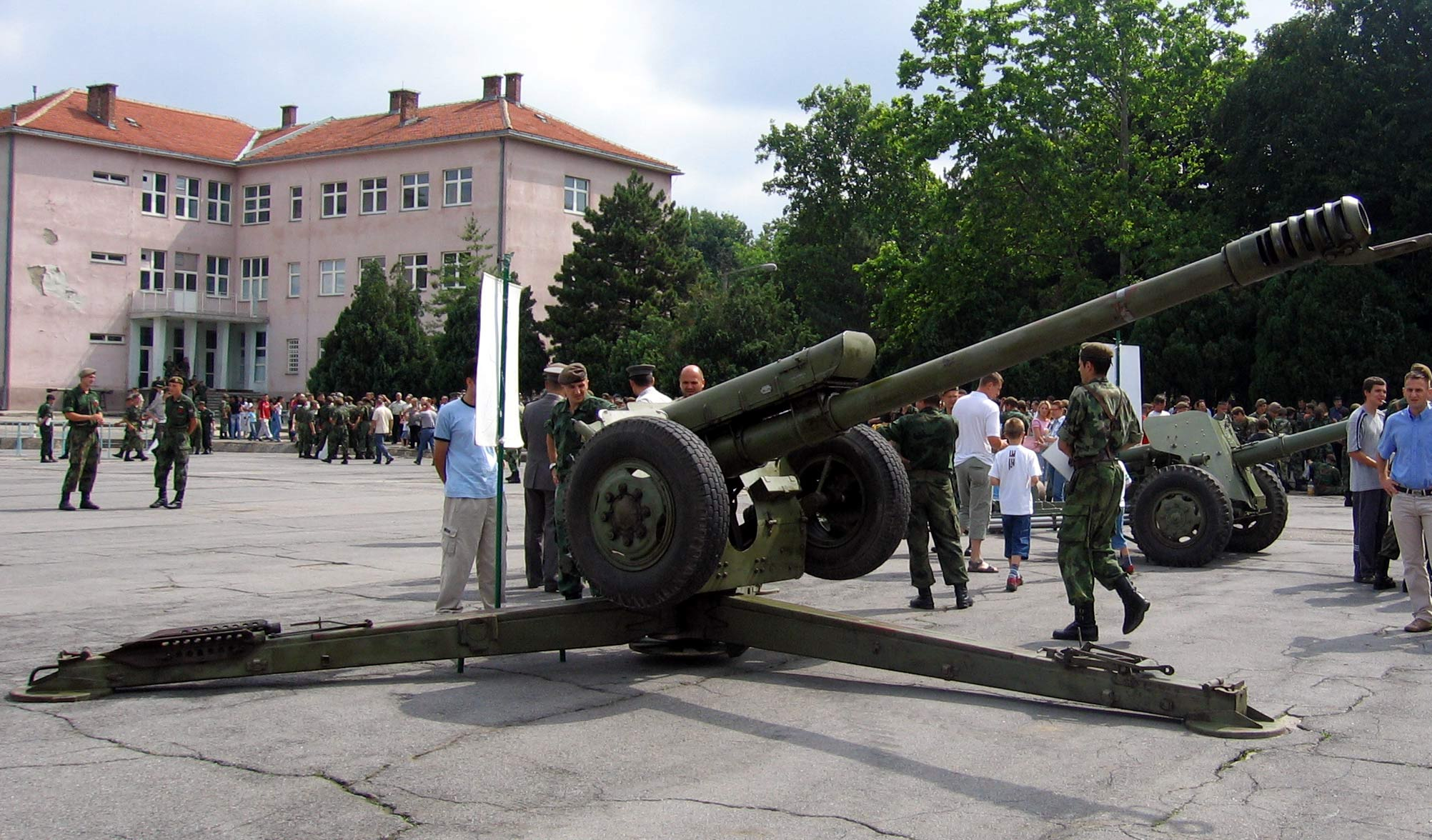
D-30
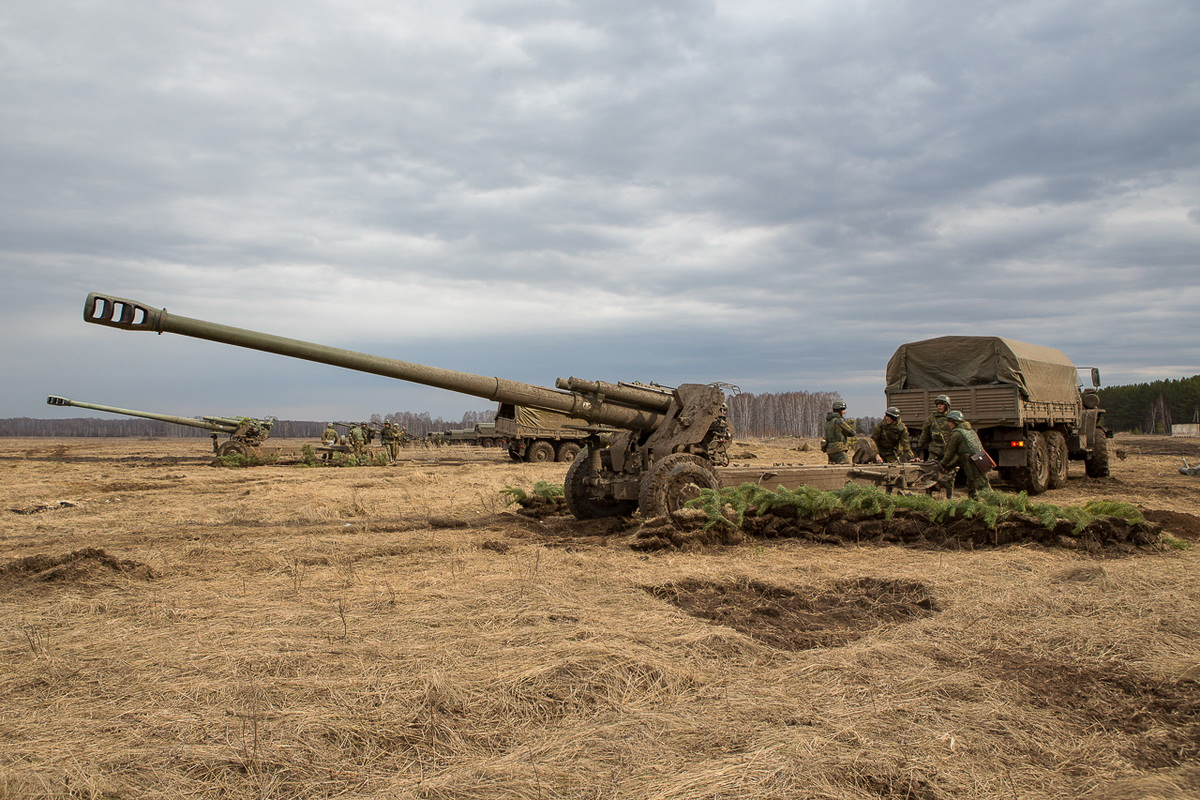
Obusier de 152 mm 2A65
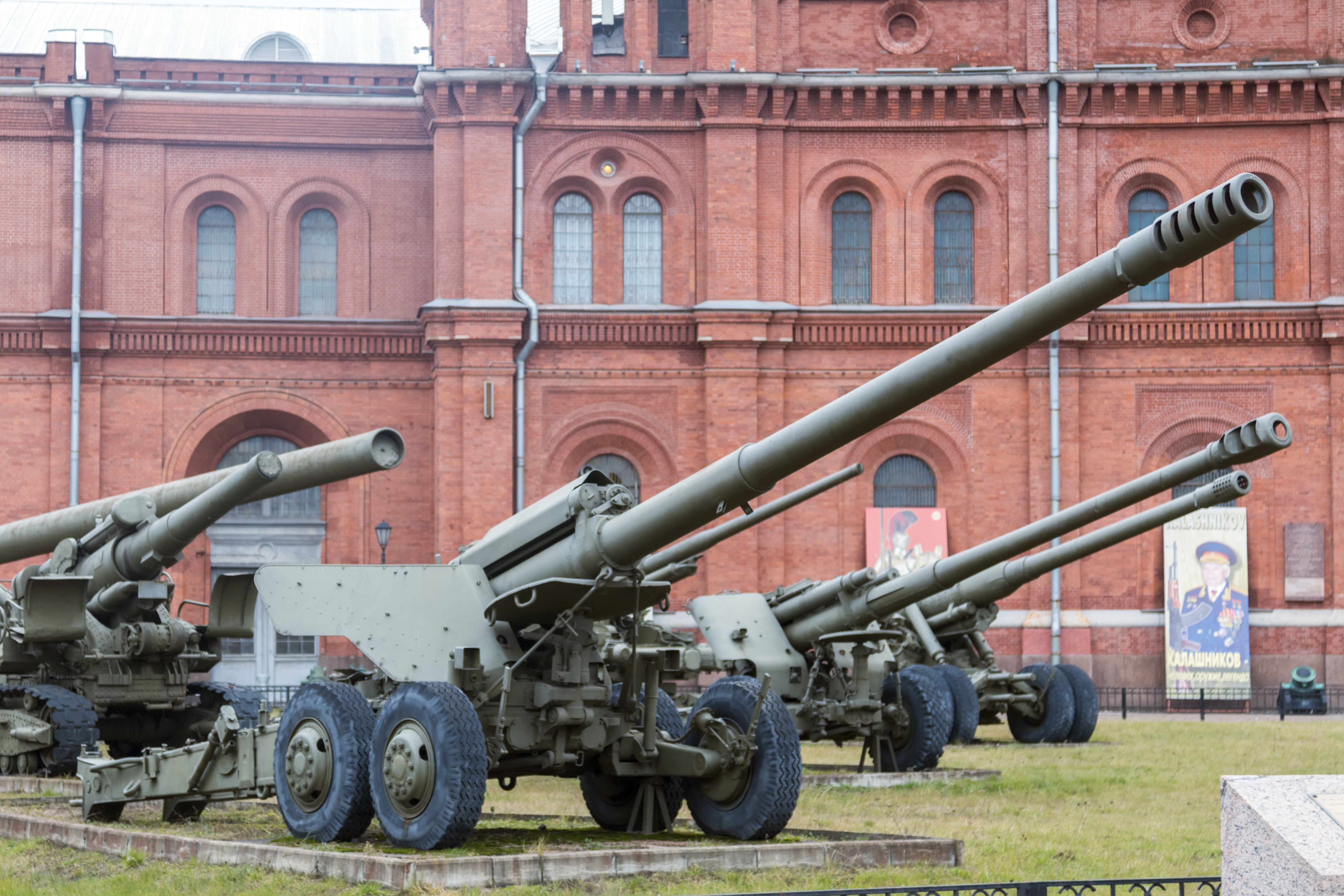
152 mm Gun 2A36 Giatsint-B
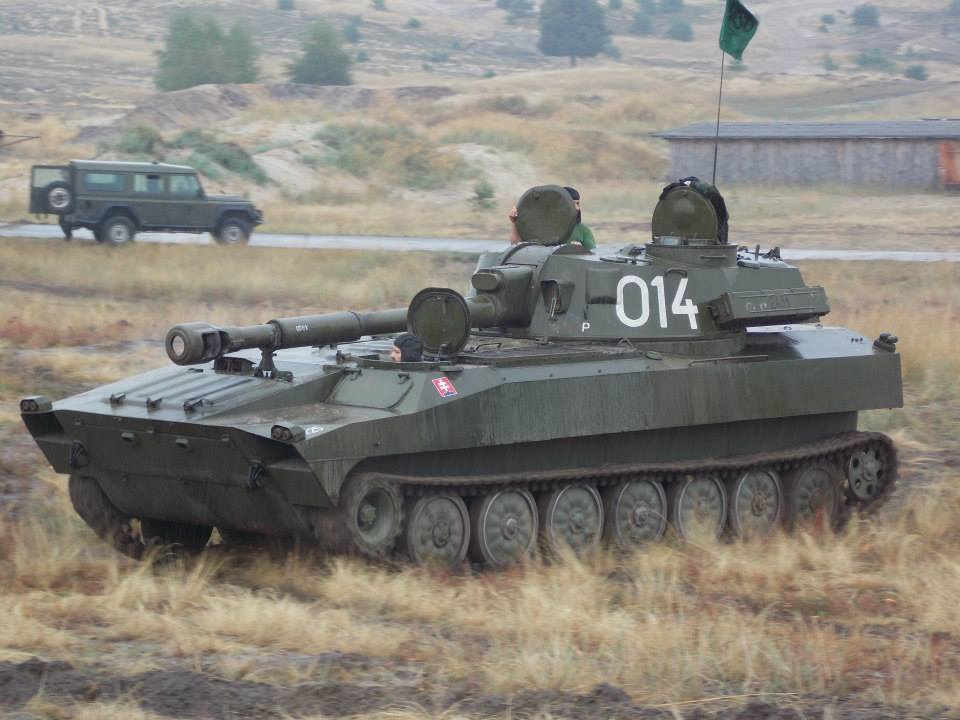
2S1 Gvozdika
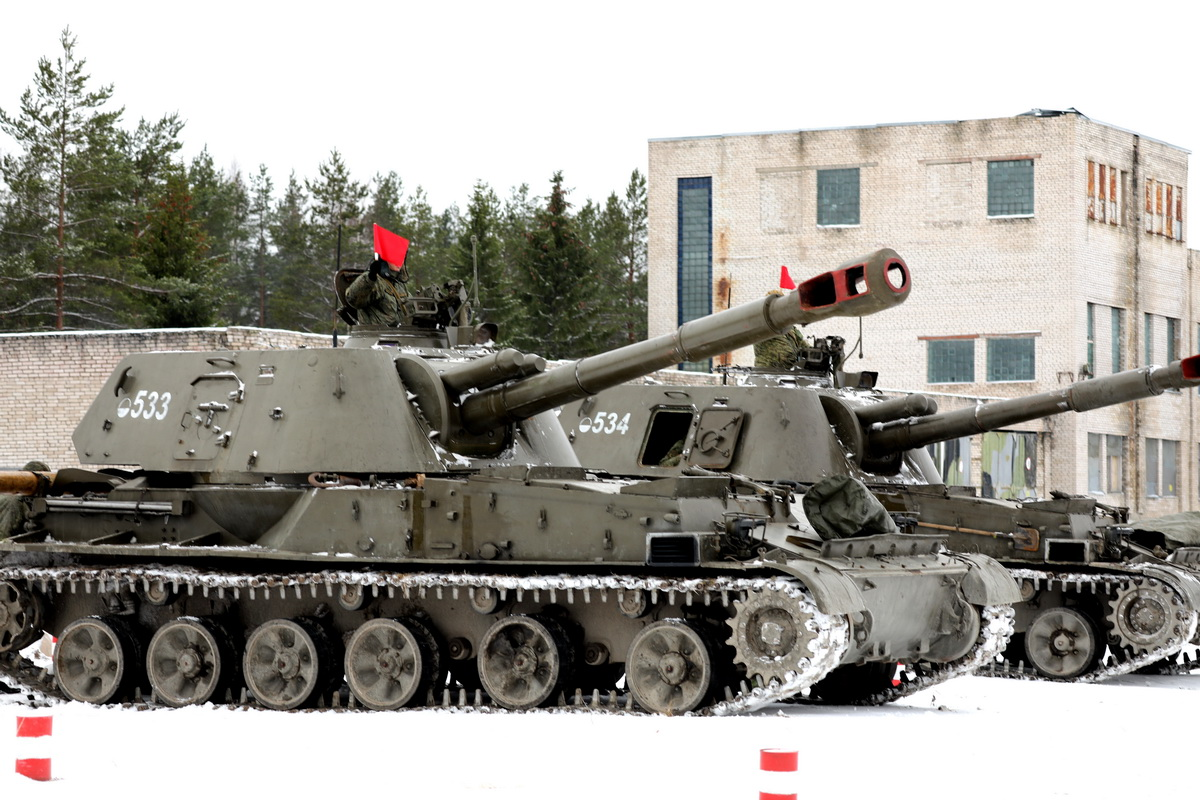
2S3 Akatsiya
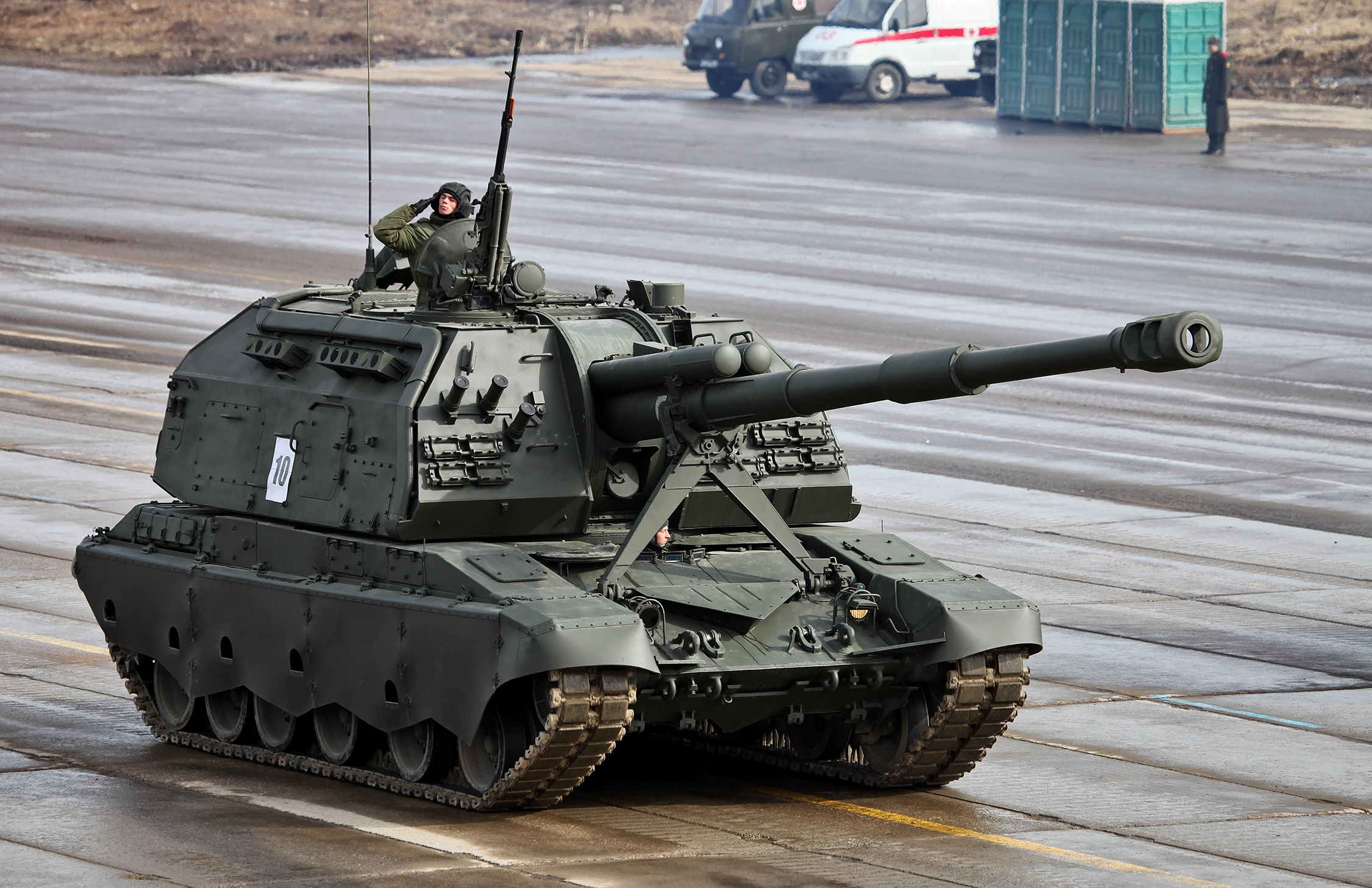
2S19 Msta
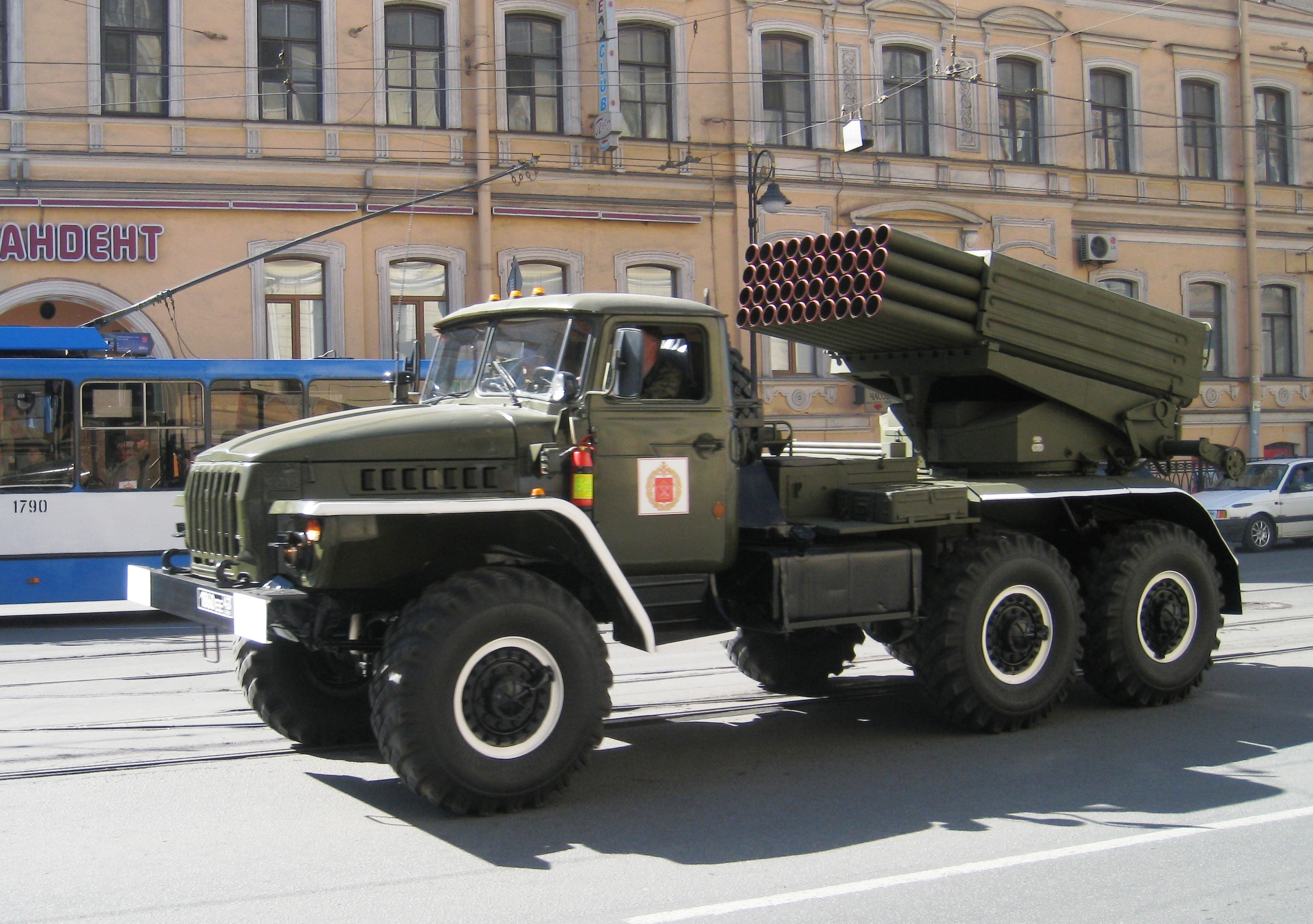
BM-21 Grad
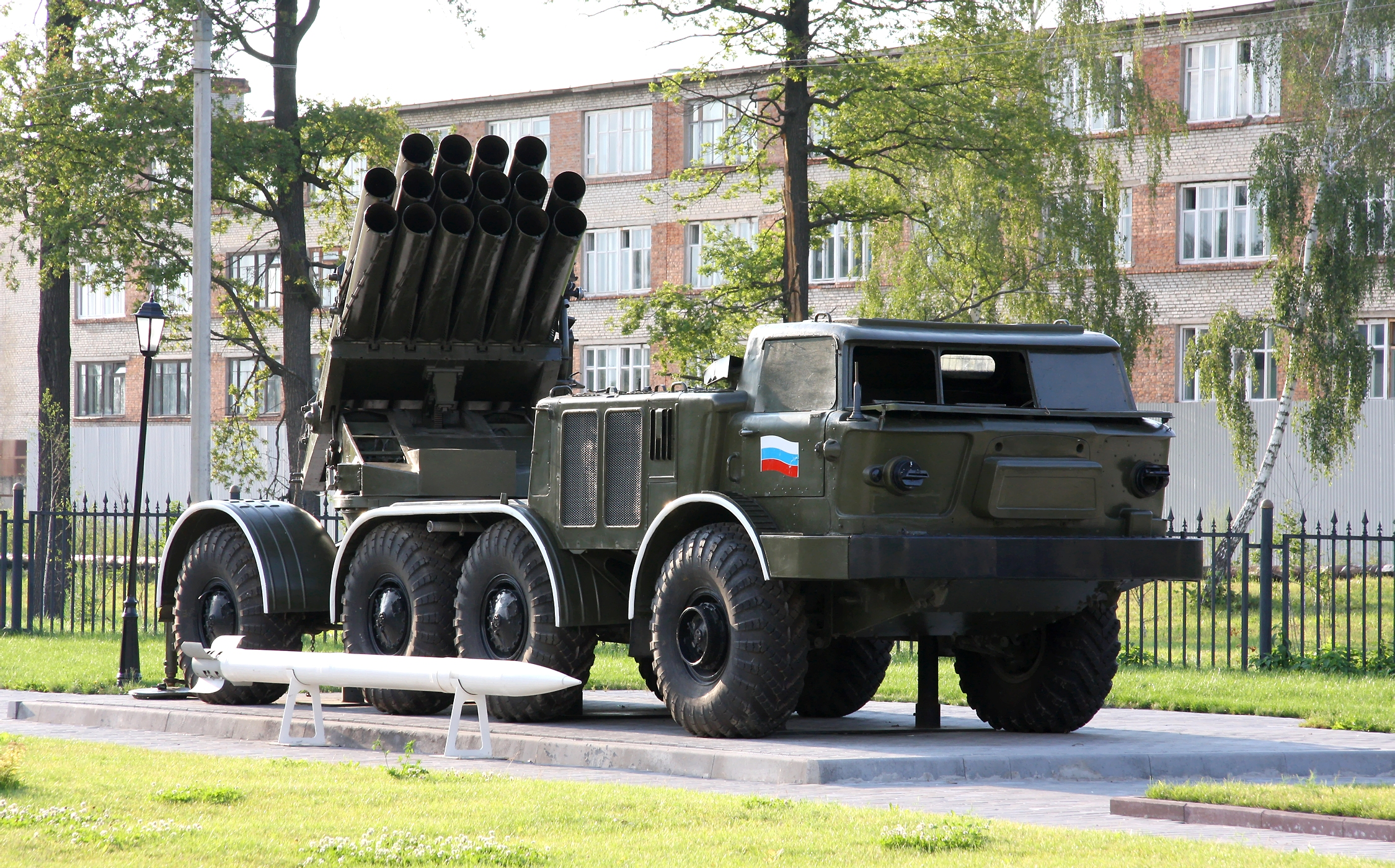
BM-27 Uragan
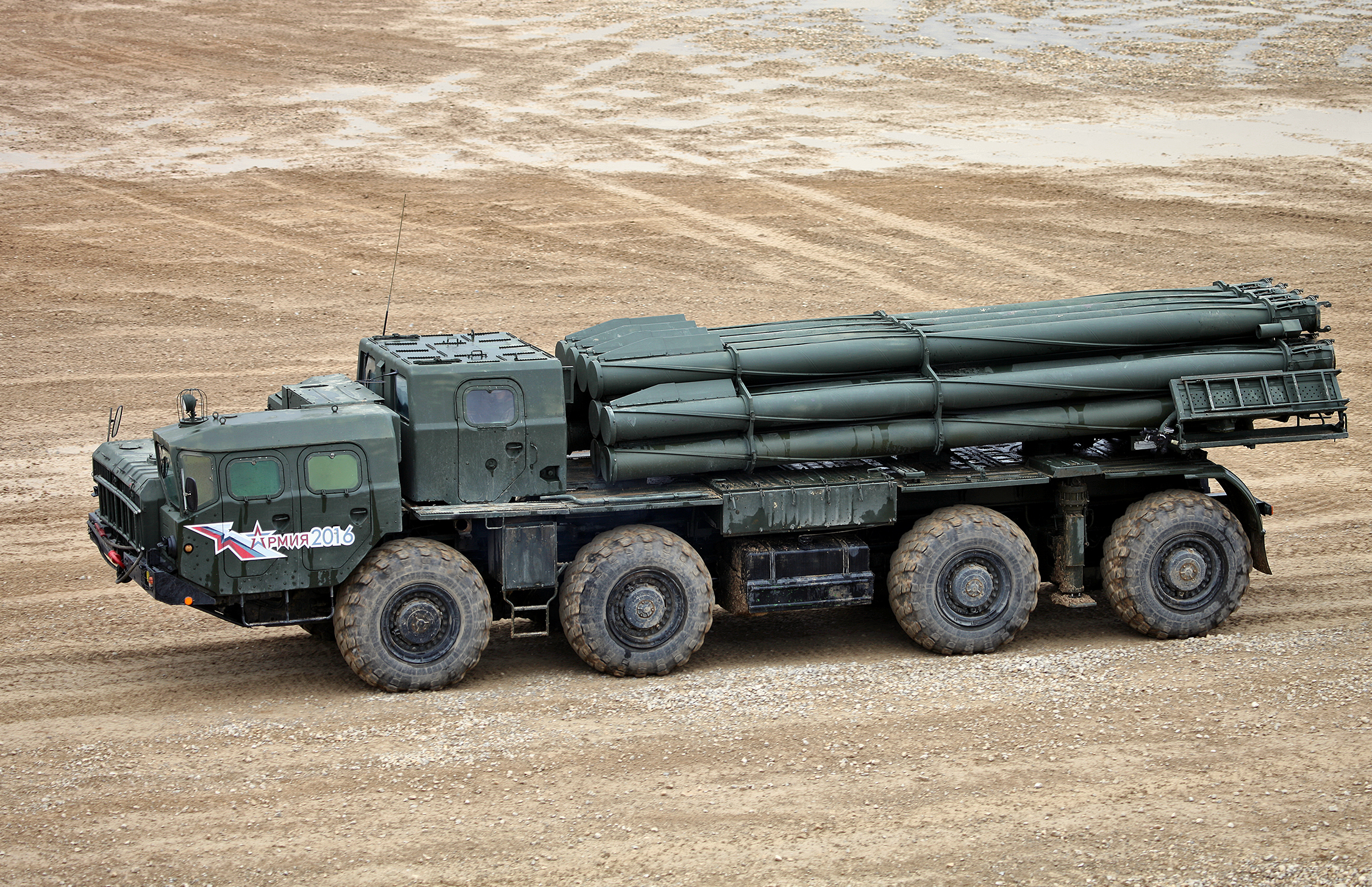
BM-30 Smerch
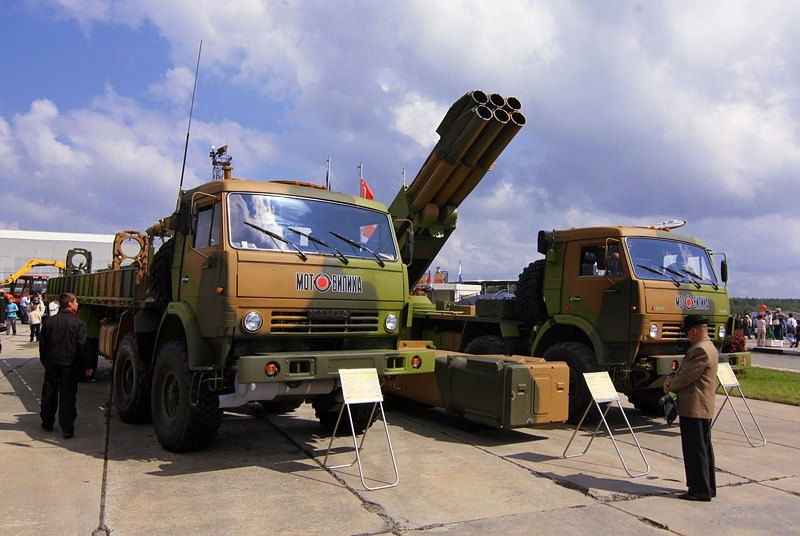
9A52-4

| Lance-missiles balistiques, | Quantité    | Quantité     | Informations complémentaires                                |
|                             | 2017        | 2022         |                                                             |
| --------------------------- | ----------- | ------------ | ----------------------------------------------------------- |
| OTR-21 Totchka              | 48 lanceurs | -            | Retiré du service mais nombre inconnu de lanceurs en stock. |
| 9K720 Iskander-M            | 72 lanceurs | 150 lanceurs | ~480 kg charge conventionnelle, distance 500 km.            |

Missiles balistiques
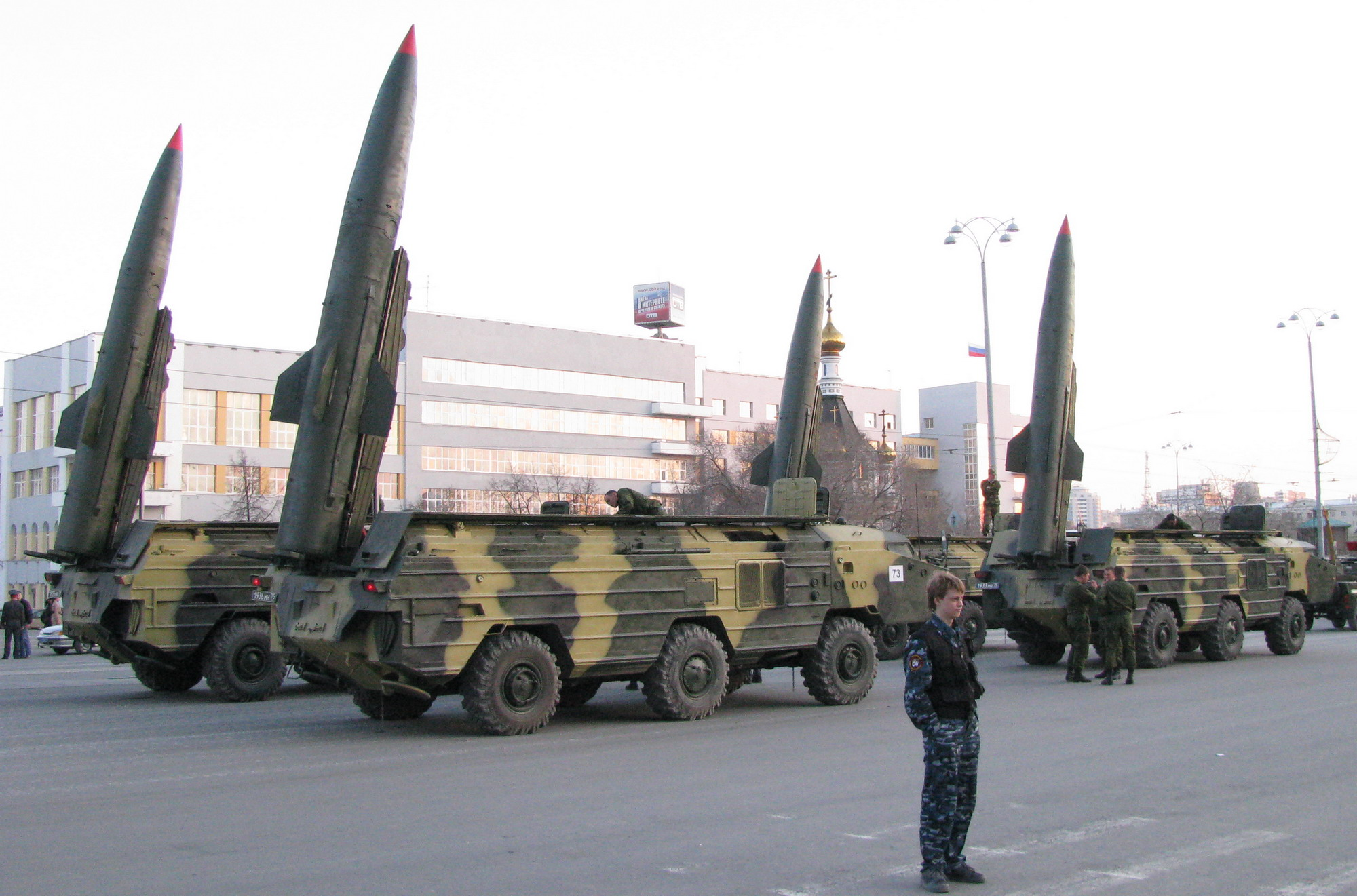
OTR-21 Tochka
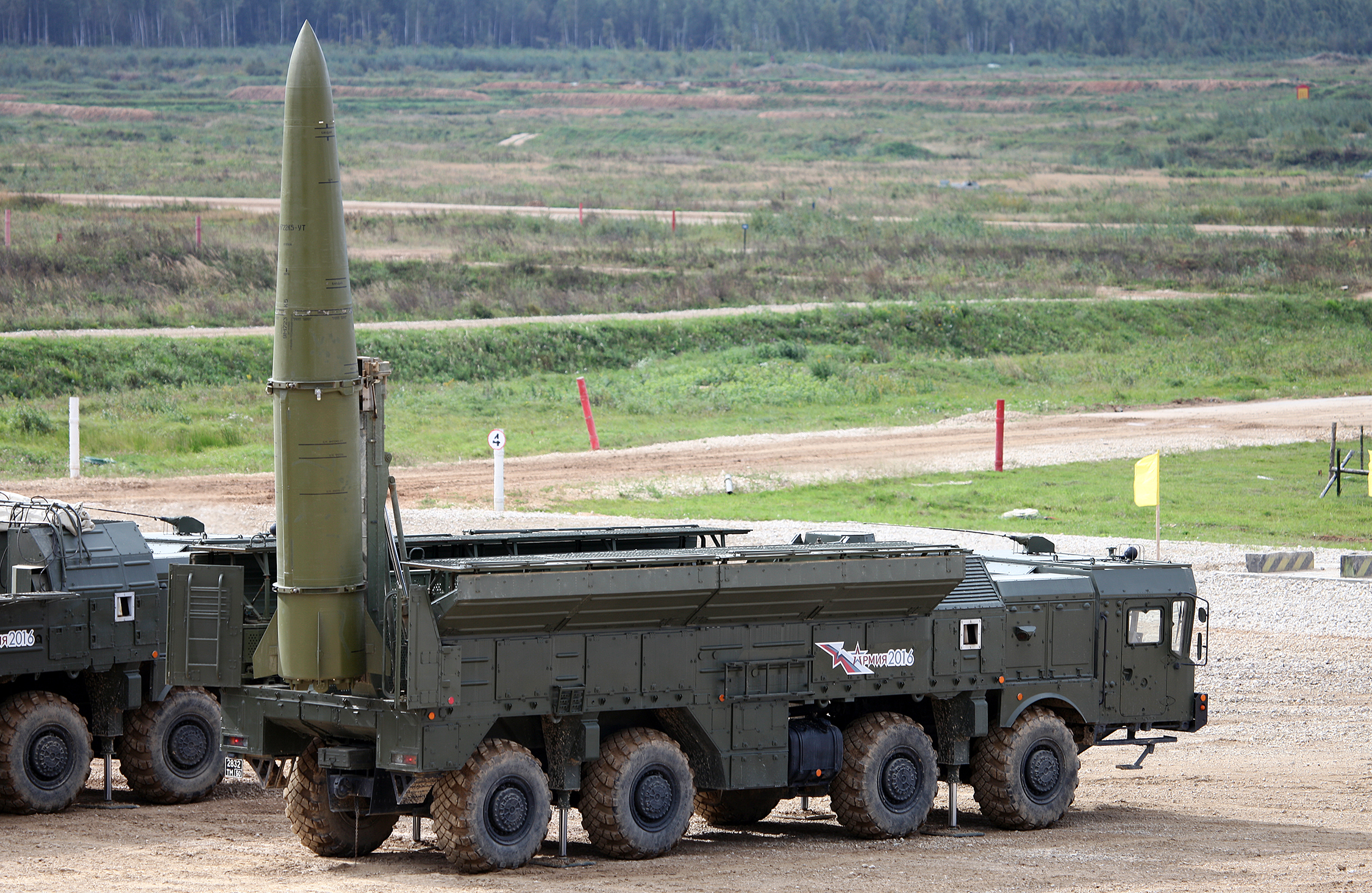
Missile Iskander

| Défense anti-aérienne | Quantité                                                                                     | Quantité en 2025                                          | Informations complémentaires                    |
| --------------------- | -------------------------------------------------------------------------------------------- | --------------------------------------------------------- | ----------------------------------------------- |
| 9K33 Osa              | 282 2022 : 400 Osa-AKM ; 38 Osa-M/M2 ; 20 Osa                                                | 100 9K33M3                                                | 150 9K33M3 Osa-AKM en réserve                   |
| 9K35 Strela-10        | 358 2022 - 509 : 8 Strela 3 ; 21 Strela 3M ; 400 Strela-10 ; 50 Strela-1/10 ; 30 Strela-10MN | 300 9K35M3 Strela-10,                                     |                                                 |
| 9K330 Tor-M1          | 72                                                                                           | +120 9K331/9K331M/9K331MU Tor-M1/M2/M2U ; 9 Tor-M2DT      |                                                 |
| 9K37 Buk-M1-2/M3      | 342 2022 - 430 : ~280 M1-2 ; ~90 M-2 ; ~60 M-3                                               | 150 9K37M1-2 Buk-M1-2; 90 9K317 Buk-M2 ; 70 9K317M Buk-M3 | 100 9K37 Buk en réserve                         |
| 2K22 Toungouska       | 204 2022 : +250 service actif                                                                | 190 2K22M                                                 | 50 en réserve                                   |
| Pantsir S-1           | 2022 : 116 S-1/S-2 ; 2 Pantisr-M CIWS                                                        |                                                           | Remplace le Tunguska.                           |
| ZSU-23-4 Shilka       | ~130                                                                                         |                                                           | Utilisés par la marine                          |
| S-300                 | -953 2022 : 536 lanceurs toutes versions confondues                                          |                                                           | En réduction suivant l'arrivée des S-400        |
| S-400 Triumph         | 152 lanceurs 2022 : 448 lanceurs                                                             |                                                           | Remplaçant l'ensemble des S-300 d'ici 2020 avec |

Défense anti-aérienne
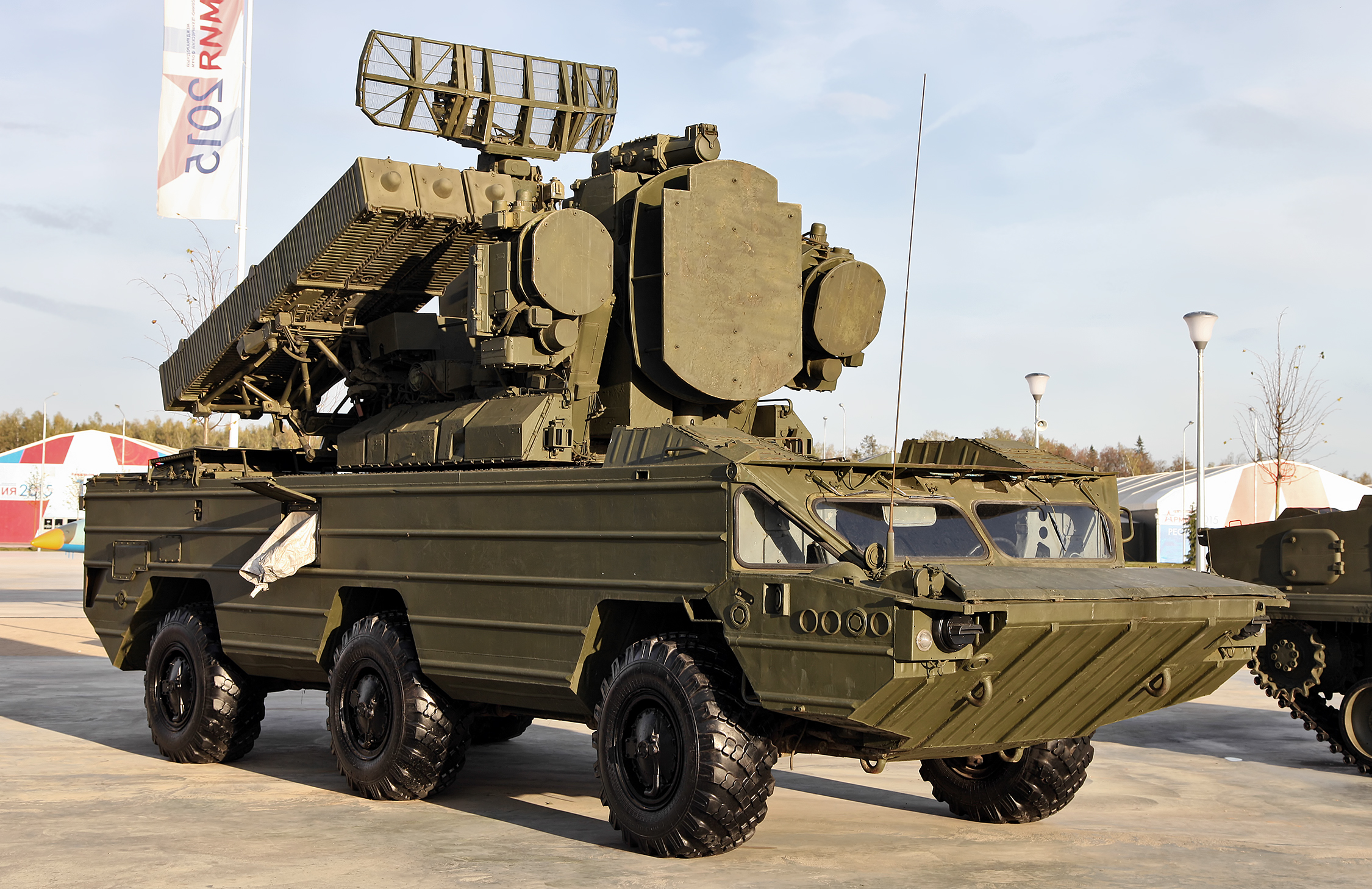
OSA
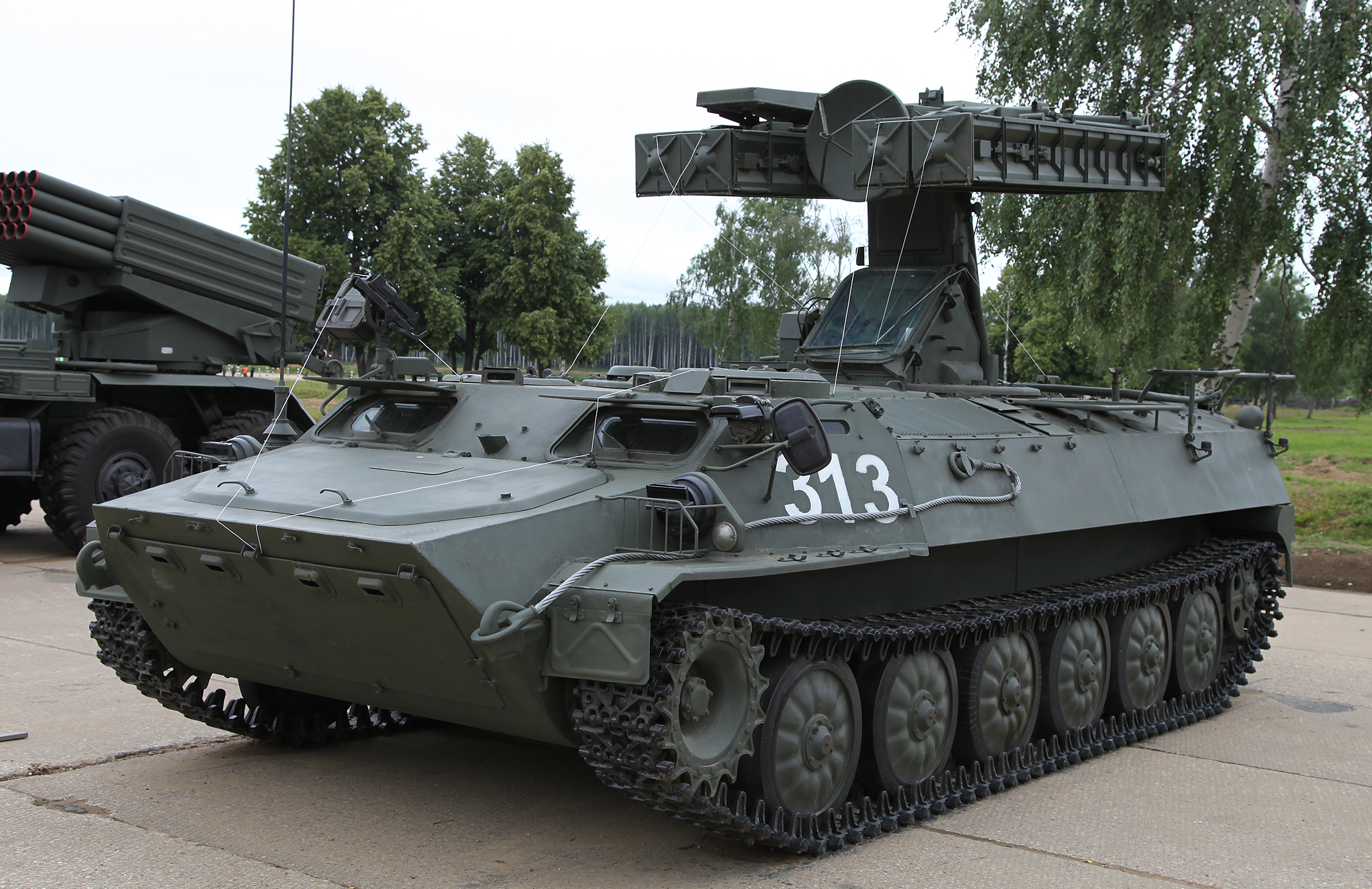
Strela-10
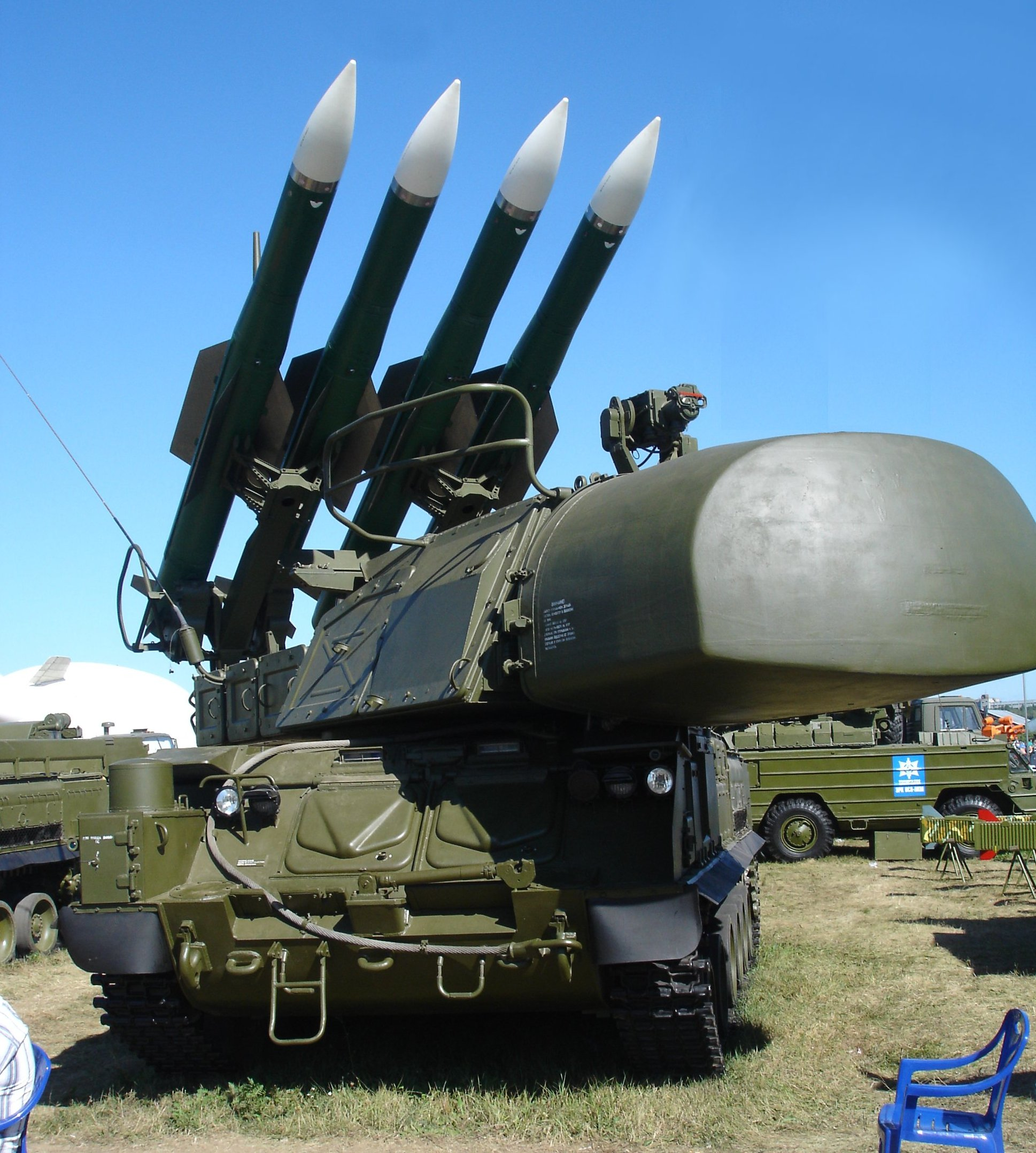
Bouk-M1-2
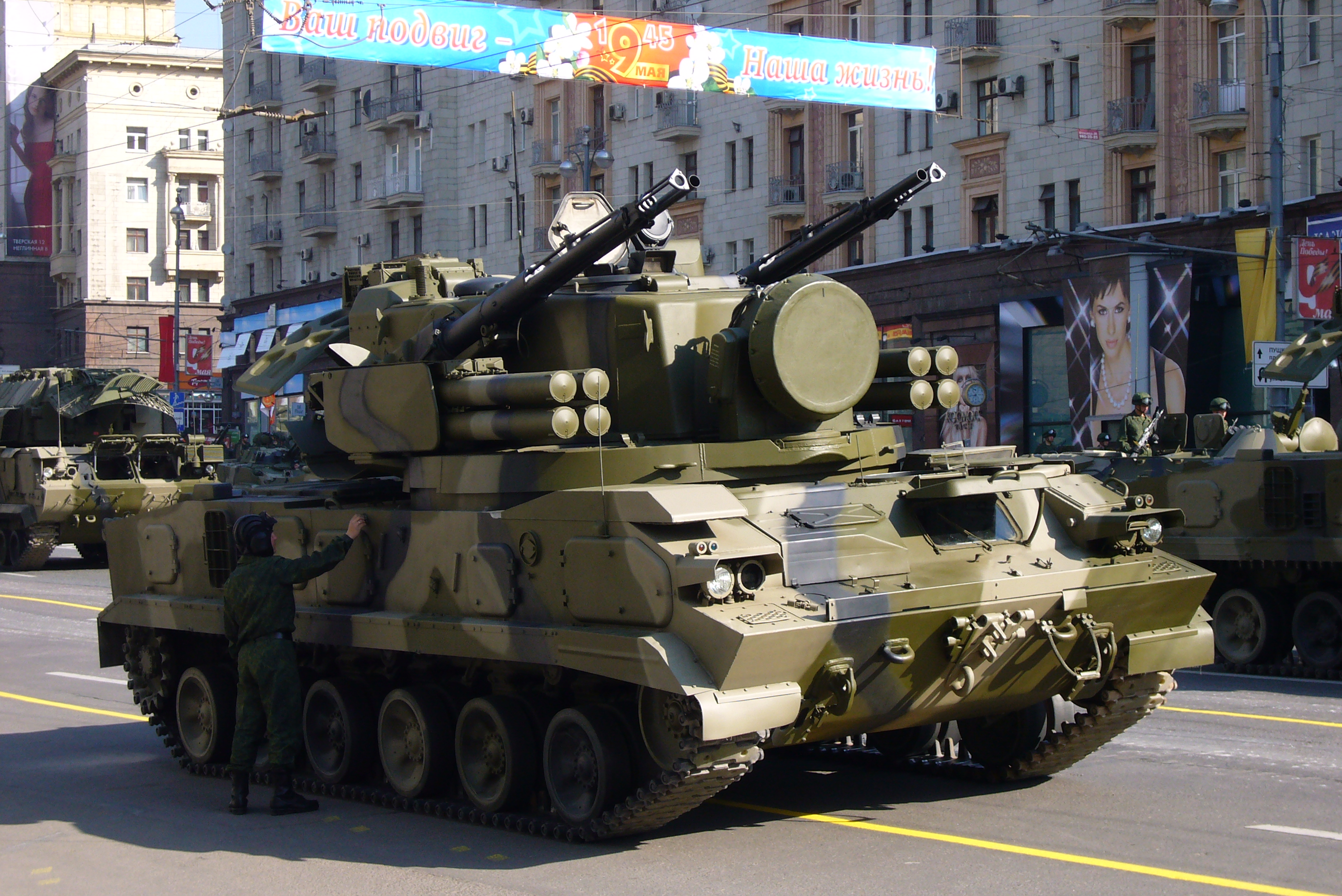
Tunguska.
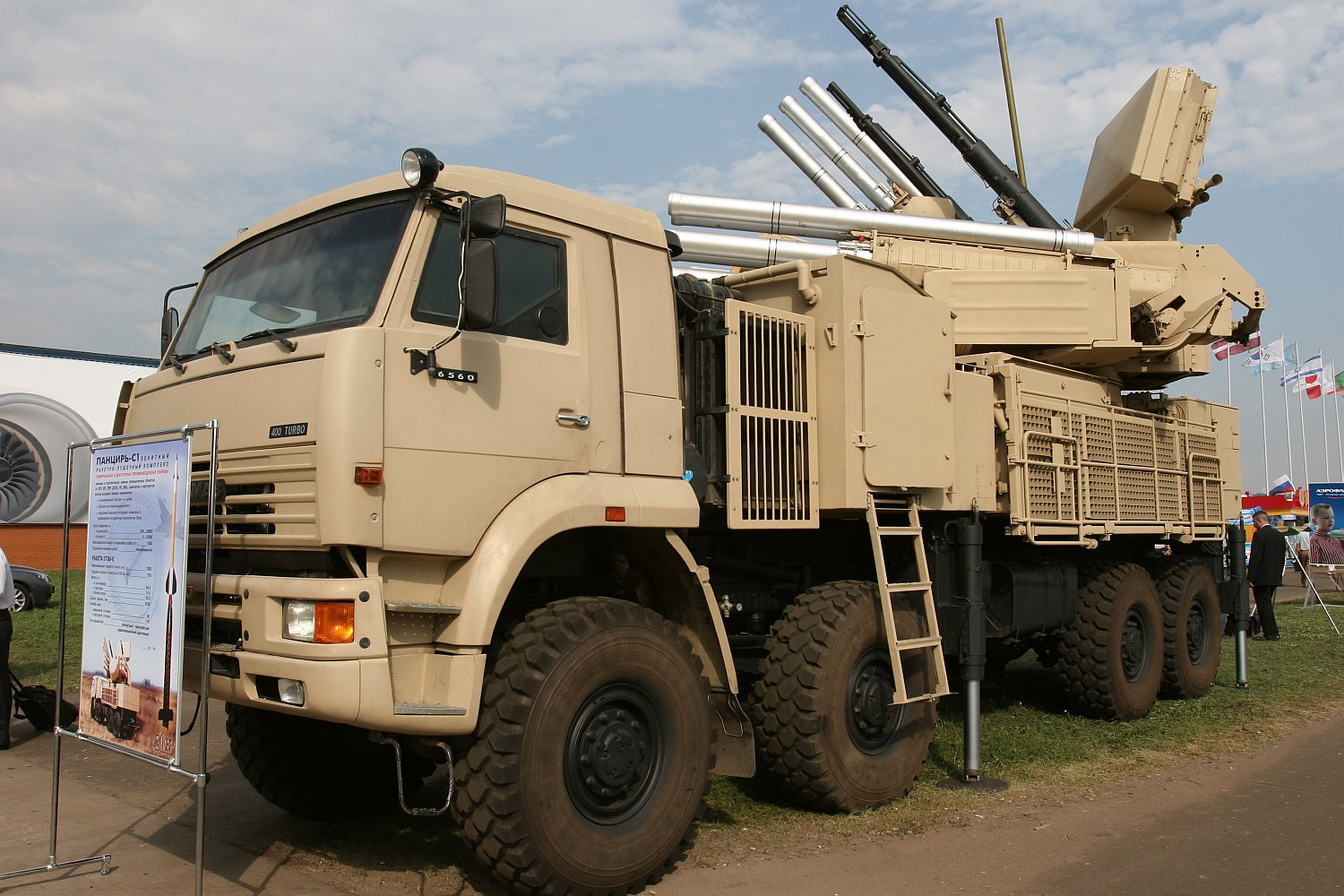
Tourelle Pantsir montée sur camion.
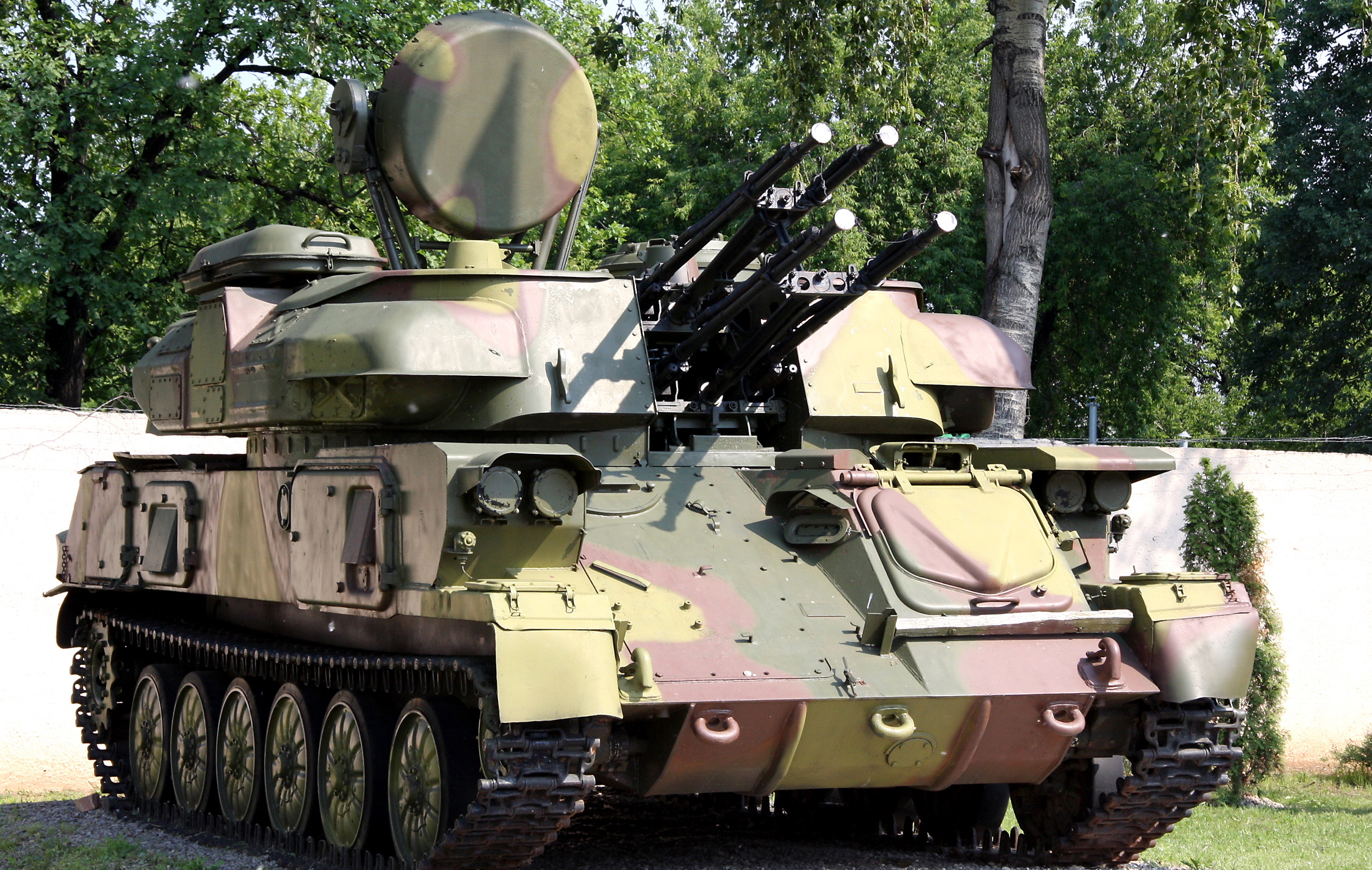
ZSU-23-4
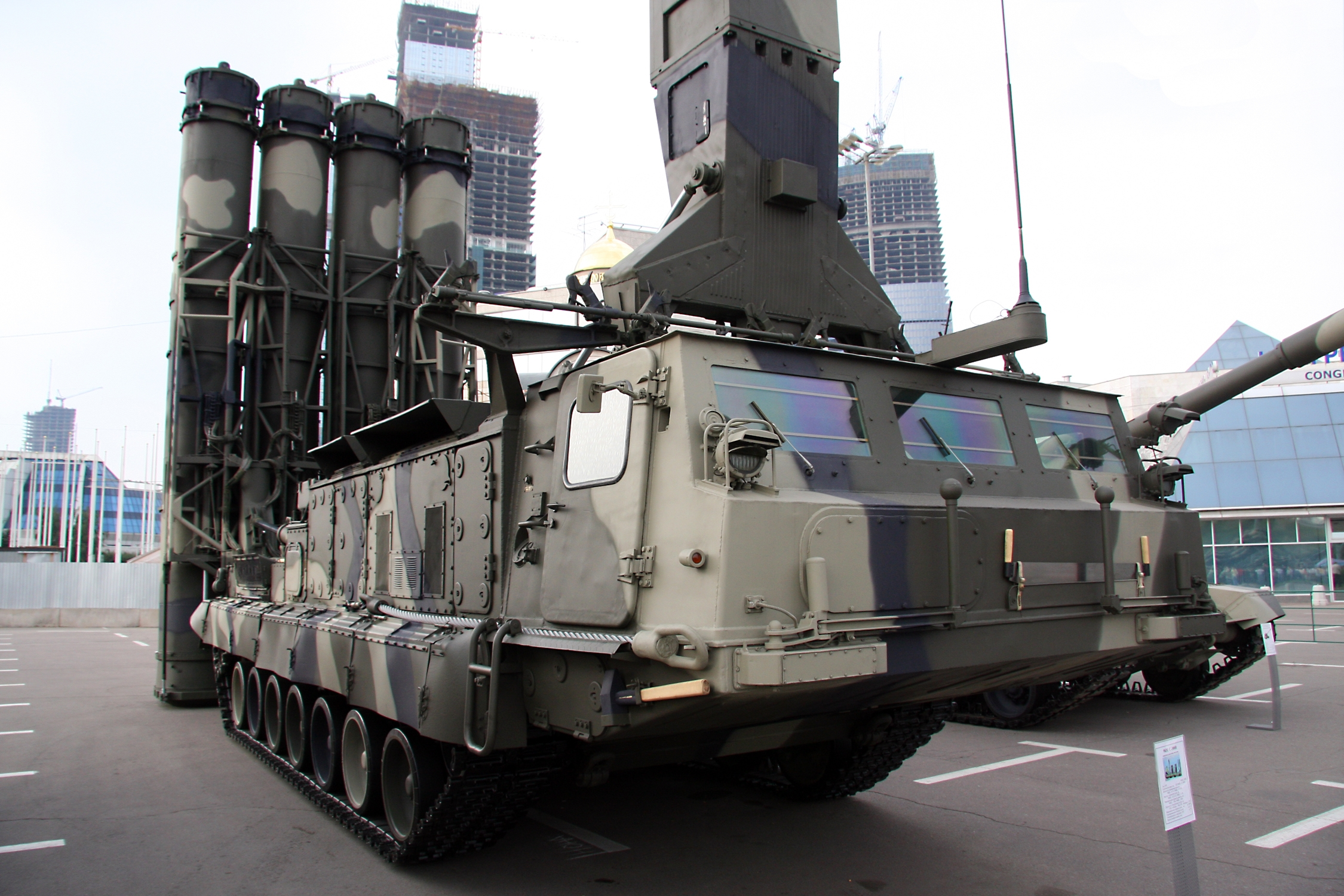
Lanceur missile S-300.
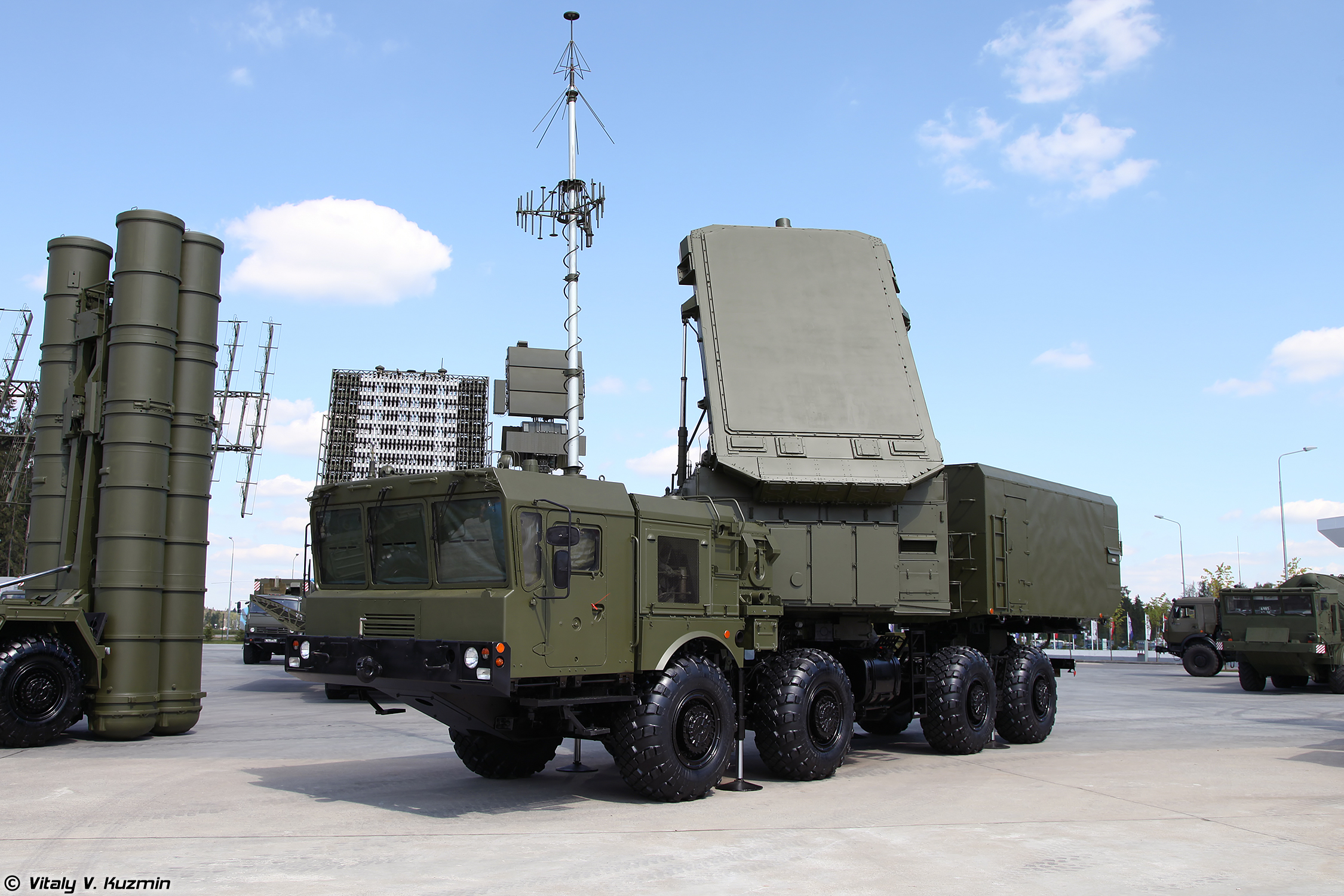
Radar et tubes de missiles S-400.

## Historique

### Historique des opérations
- 1992 : guerre civile de Moldavie (14e armée)
- 1992-1997 : guerre civile du Tadjikistan
- 1992 : conflit en Ossétie du Nord de 1992
- 1992-1993 : guerre d'Abkhazie
- 1993 : crise constitutionnelle russe
- 1994-1996 : première guerre de Tchétchénie
- 1995-1996 : Implementation Force (IFOR)
- 1996-2004 : Stabilisation Force (SFOR)
- 1999-2009 : seconde guerre de Tchétchénie
- 2006 : mission des Nations unies au Soudan
- 2008 : deuxième guerre d'Ossétie du Sud
- 2014-2022 : guerre du Donbass
- 2015 - en cours : intervention militaire de la Russie en Syrie
- 2022 - en cours : invasion russe de l'Ukraine

### Réformes
À la fin de l'ère soviétique, la Russie s'est retrouvée avec un important stock d'armes en tout genres mais avec très peu de moyens pour les entretenir. Passée la dure période des années 1990-2000, le gouvernement lance le programme de réarmement 2007-2015 qui prévoit principalement l'achat de nouveaux matériels et dans une moindre mesure, la mise à niveau des anciens. L'armée russe (toutes branches confondues) est structurellement à l'heure de la modernisation par la professionnalisation de son contingent, et donc à la diminution globale de ses effectifs. De 4  à   5,3 millions de soldats et officiers dans les années 1980, elle passe à 2,1 millions en 1994, 850 000 en 2003, et 1 027 000 en 2006.
En 2007, 50 % des sergents et recrues sont ainsi professionnalisés. Il est prévu qu'un quart des effectifs soient placés sous contrat en 2008. Cette réforme concerne également l'organisation des académies militaires : de 79 écoles en 2004, 57 seulement seront ouvertes en 2008 avec une tendance à la spécialisation pour retenir les jeunes officiers.
En 2012, quelques jours avant les élections présidentielles du 4 mars, le premier ministre Vladimir Poutine annonce un vaste plan de modernisation des forces armées russes, pour plus de 500 milliards d'euros lors de la décennie à venir. Le budget en 2013 est annoncé à 2 346 milliards de roubles (près de 59 milliards d’euros), soit une hausse de 25,8 % comparé à 2012. La progression sera ensuite de 18,2 % en 2014 et de 3,4 % en 2015.
Les districts militaires ont été à plusieurs reprises redécoupés. Dans les années 2010 les forces terrestres étaient affectés à six districts :
- le district militaire de Moscou (Московский, Moskovsky) ;
- le district militaire de Léningrad (Ленинградский, Leningradsky) ;
- le district militaire du Caucase du Nord (Северо-Кавказский, Severo-Kavkazsky) ;
- le district militaire Volga-Oural (Приволжско-Уральский, Privolzhsko-Uralsky) (il inclut la 15e brigade de fusiliers motorisés, qui a participé à l'exercice « Normandie-Niemen 07 » en avril 2007 avec la 1re brigade mécanisée)[32] ;
- le district militaire sibérien (Сибирский, Sibirsky) ;
- le district militaire d’Extrême-Orient (Дальневосточный, Dalnevostochny).

## Grades et insignes
Officiers
| Code OTAN équivalent | OF-10              | OF-10              | OF-9                               | OF-9                               | OF-8                                | OF-8                                | OF-7                                   | OF-7                                   | OF-6                               | OF-6                               | OF-5                                | OF-5                                | OF-4                                | OF-4                                | OF-3                                | OF-3                                | OF-2                             | OF-2                             | OF-1                                     | OF-1                                     | OF-1                             | OF-1                             | OF-1                                | OF-1                                | OF(D)           | OF(D)           | OF(D) | OF(D) | OF(D) | OF(D) | OF(D) | OF(D) | OF(D) | OF(D) | OF(D) | OF(D) |
|                      |                    |                    | État-major du commandement suprême | État-major du commandement suprême | État-major du commandement suprême  | État-major du commandement suprême  | État-major du commandement suprême     | État-major du commandement suprême     | État-major du commandement suprême | État-major du commandement suprême | Personnel de commandement supérieur | Personnel de commandement supérieur | Personnel de commandement supérieur | Personnel de commandement supérieur | Personnel de commandement supérieur | Personnel de commandement supérieur | État-major de commandement moyen | État-major de commandement moyen | État-major de commandement moyen         | État-major de commandement moyen         | État-major de commandement moyen | État-major de commandement moyen | État-major de commandement moyen    |                                     |                 |                 |       |       |       |       |       |       |       |       |       |       |
| -------------------- | ------------------ | ------------------ | ---------------------------------- | ---------------------------------- | ----------------------------------- | ----------------------------------- | -------------------------------------- | -------------------------------------- | ---------------------------------- | ---------------------------------- | ----------------------------------- | ----------------------------------- | ----------------------------------- | ----------------------------------- | ----------------------------------- | ----------------------------------- | -------------------------------- | -------------------------------- | ---------------------------------------- | ---------------------------------------- | -------------------------------- | -------------------------------- | ----------------------------------- | ----------------------------------- | --------------- | --------------- | ----- | ----- | ----- | ----- | ----- | ----- | ----- | ----- | ----- | ----- |
| Russie               | Général de l'armée | Général de l'armée | Général de l'armée                 | Général de l'armée                 | Colonel-général                     | Colonel-général                     | Lieutenant-général                     | Lieutenant-général                     | Major-général                      | Major-général                      | Colonel                             | Colonel                             | Major                               | Major                               |                                     |                                     |                                  |                                  |                                          |                                          |                                  |                                  |                                     |                                     |                 |                 |       |       |       |       |       |       |       |       |       |       |
| Russie               | maréchal (Маршал)  | maréchal (Маршал)  | général de l'armée (Генерал армии) | général de l'armée (Генерал армии) | colonel-général (Генера́л-полко́вник) | colonel-général (Генера́л-полко́вник) | lieutenant-général (Генера́л-лейтена́нт) | lieutenant-général (Генера́л-лейтена́нт) | major-général (Генера́л-майо́р)      | major-général (Генера́л-майо́р)      | colonel (Полко́вник)                 | colonel (Полко́вник)                 | lieutenant-colonel (Подполко́вник)   | lieutenant-colonel (Подполко́вник)   | major (Майо́р)                       | major (Майо́р)                       | capitaine (Капита́н)              | capitaine (Капита́н)              | lieutenant principal (Старший лейтенант) | lieutenant principal (Старший лейтенант) | lieutenant (Лейтенант)           | lieutenant (Лейтенант)           | sous-lieutenant (Младший лейтенант) | sous-lieutenant (Младший лейтенант) | cadet (Курсант) | cadet (Курсант) |       |       |       |       |       |       |       |       |       |       |

Enrôlé
| Russie |                                          |                           |                      |                      | Sans équivalent | Sans équivalent |                                |                                |                   |                   |                                  |                                  | Sans équivalent | Sans équivalent |                    |                    |                  |                  |                  |
| Russie | praporchtchik senior (Старший прапорщик) | praporchtchik (Прапорщик) | starchina (Старшина) | starchina (Старшина) | Sans équivalent | Sans équivalent | sergent-chef (Старший сержант) | sergent-chef (Старший сержант) | sergent (Сержант) | sergent (Сержант) | sergent junior (Младший сержант) | sergent junior (Младший сержант) | Sans équivalent | Sans équivalent | caporal (Ефрейтор) | caporal (Ефрейтор) | soldat (Рядовой) | soldat (Рядовой) | soldat (Рядовой) |